# Средневолжский край
Среднево́лжский край — административная единица на территории РСФСР, существовавшая с 1929 года по 1936 год. Административный центр — Самара.
Образован в 1928 году из территорий четырёх бывших губерний: Самарской, Пензенской, Ульяновской и Оренбургской как Средневолжская область.
В 1929 году Средне-Волжская область преобразована в Средневолжский край, который в 1935 году был переименован в Куйбышевский край. В декабре 1936 года после выхода из состава региона Мордовской АССР край был преобразован в Куйбышевскую область.

## Физико-географическое описание

### Географическое положение
Средневолжский край с площадью около 242 тысяч км² занимал центральную часть Волжского бассейна, располагаясь между 55°11' и 50°30' с. ш. и 42°15' и 60°30' в. д. Территория представляла собой сильно вытянутую с запада на восток полосу длиной примерно 1250 км и шириной от 10—12 км до 330 км.
Северо-западная часть края граничила с Нижегородским краем (позднее Горьковским) и Чувашской АССР в его составе, на севере — с Татарской АССР, на северо-востоке — с Башкирской АССР, на востоке — с Уральской, с 1934 года — Челябинской областью, на юго-востоке — с Казахской АССР, на юге — с Нижневолжским краем (позднее Саратовским), и на западе с Центрально-Чернозёмной (позднее Воронежской) и Московской (в 1929 году — Центрально-Промышленная) областями.
Средневолжский край имел ярко выраженное широтное направление, причём меридиональной осью служила Волга, делившая край на две половины: западную правобережную — Приволжье с площадью примерно 150 тысяч км², и восточную левобережную — Заволжье, с площадью примерно в 90 тысяч км². В ранних источниках, выходивших вскоре после создания области, указывалась площадь Приволжья в 102 тысячи км² и Заволжья в 140 тысяч км²). Обе зоны довольно сильно различались по своим физико-географическим характеристикам.

### Рельеф

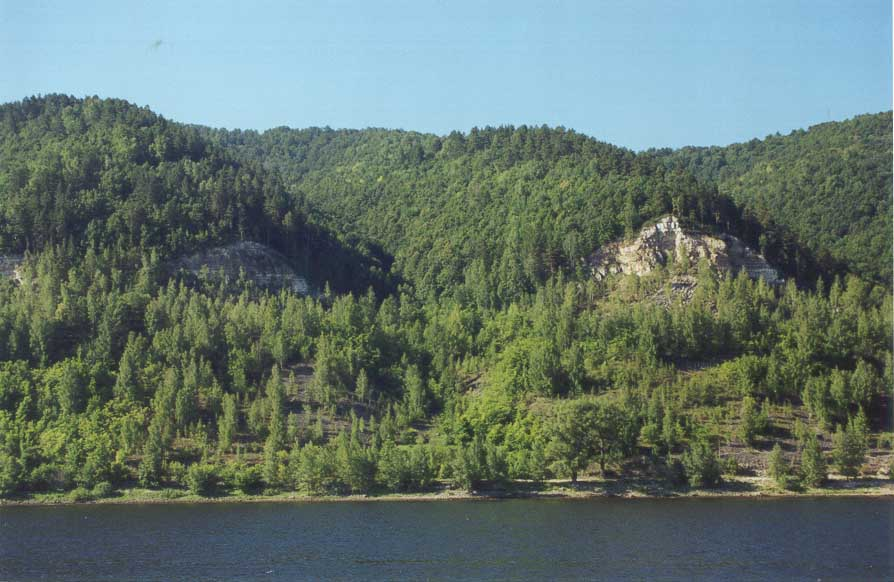
Жигулёвские горы

Приволжье преимущественно располагалось на территории Приволжской возвышенности, спускающейся к Волге крутыми обрывистыми склонами, а на запад полого снижающейся к Окско-Донской низменности. Её отдельные участки имеют собственные названия: Ундорские, Кременские, Сенгилеевские и наиболее известные, Жигулёвские горы. К западу, северу и северо-западу от Приволжской возвышенности выделяются отроги гряды Волго-Донского водораздела, в свою очередь служащие водоразделами между Свиягой, Сызраном, Сурой, Мокшей и Вадом. На территории множество балок, оврагов и водоразделов, что создаёт сильную пересечённость местности.

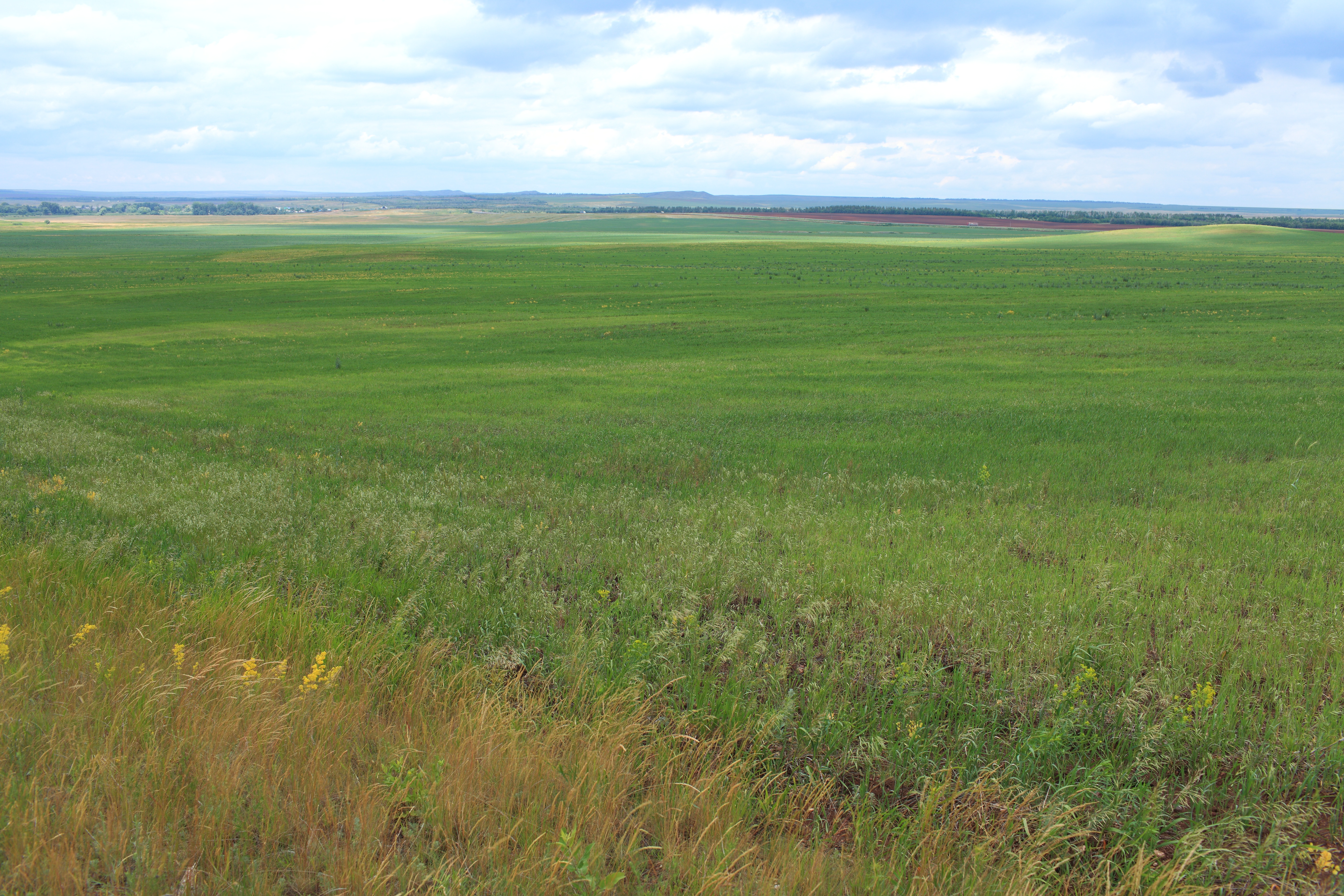
Оренбургские степи

Рельеф левобережья значительно мягче, поскольку водоразделы здесь практически не имеют пересечений. Практически сразу от Волги Волги начиналась полоса весьма плоской равнины, с невысокими мягкими водоразделами — сыртами, даже крупнейший из которых — Общий Сырт, представляющий собой Волго-Уральский водораздел, придавал рельефу лишь незначительную всхолмленность. Лишь северо-восточная часть (и особенно крайняя восточная часть) левобережья становится вновь холмистой, а местность заметно пересечённой, что связано с близостью Уральских гор, чьи отроги и изменяли рельеф.

### Климат
Климат края был достаточно однороден, так как край был вытянут в широтном направлении. Это был характерный континентальный климат с холодной (до 40 °C и даже ниже) малоснежной зимой, короткой весной с обильным таянием снегов, жарким летом (до 40 °C) резкими перепадами температур в течение суток. Нарастание признаков континентальности шло по линии от крайнего северо-запада до крайнего юго-востока: средняя температура июля в Пензе составляла 19 °C (января — −11 °C), в Самаре — 21 °C (января— −13 °C), а в Оренбурге — 23 °C (января — −16 °C).

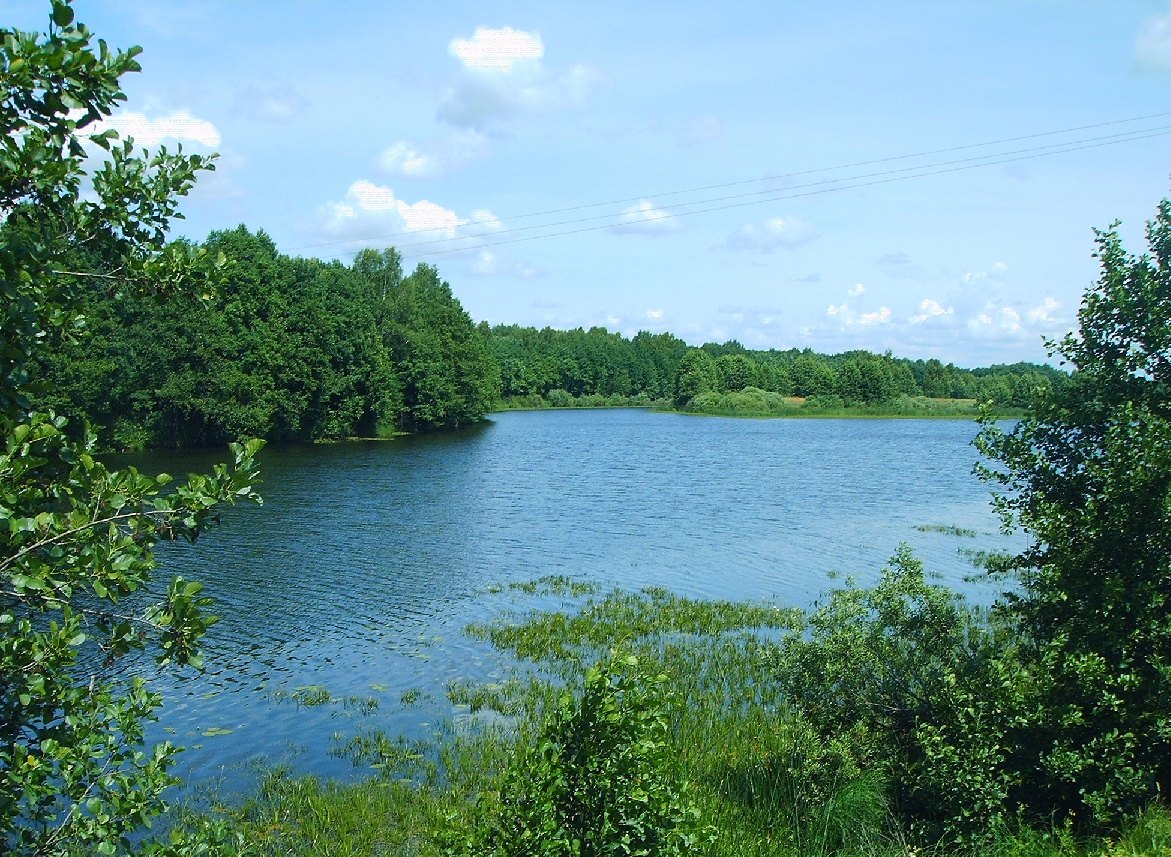
Озеро Шелубей в Мордовии

Правобережье имело наклон к северу и северо-западу, отсутствие значительных возвышенностей на западе и северо-западе делало этот регион доступным для влажных ветров с Атлантики, при этом Приволжская возвышенность защищала его от жарких и сухих ветров из пустынь и полупустынь Средней Азии. Обилие озёр, рек и ручьёв и заболоченных низменностей также смягчало климат Правобережья, так что, хотя оно практически полностью лежало к северу от 53 параллели, но средняя годовая температура колебалась от +3,5 до +4,5 °C, а годовое количество осадков составляло от 400 до 550 мм, лишь в отдельных районах сумма осадков снижалась до 350 мм.
Течение Волги делило территорию края и в климатическом отношении, линия среднегодовых осадков в 400 мм проходила примерно по правому берегу Волги.

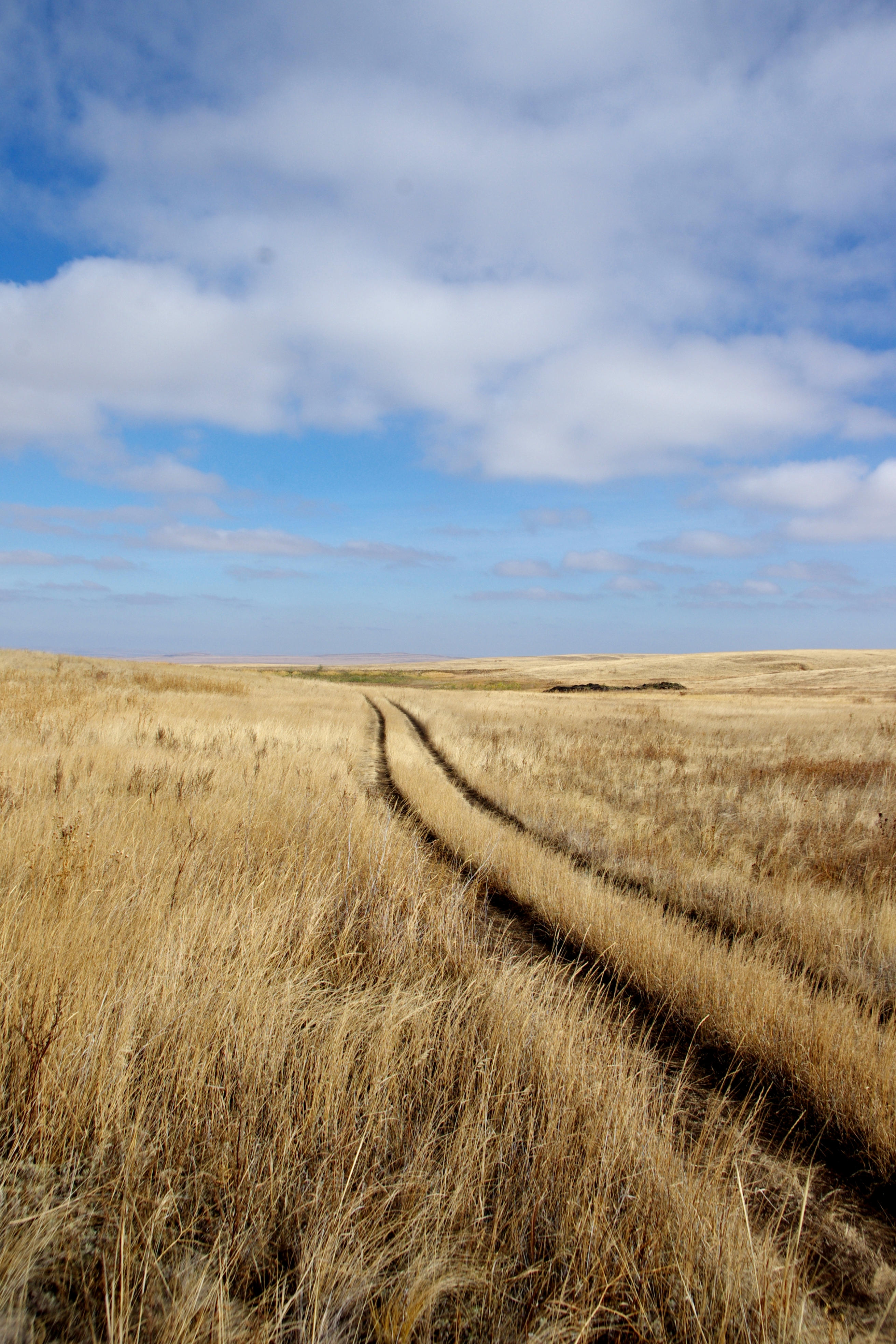
Буртинская степь

Левобережье имело постепенный склон в западном и юго-западном направлении. Приволжская возвышенность закрывала регион от влажных западных и северо-западных ветров, а приходу ветров Средней Азии ничего не препятствовало. В результате, хотя территория региона и спускалась до 51 параллели, средняя годовая температура была ниже +3 °C в северных и +4 °C в южных районах. Левобережье также было более засушливым, и степень увлажнения снижалась при продвижении на юго-восток. Только некоторые районы в северо-западном углу Левобережья, а также богатые лесами и водоёмами Кинельский и Борский районы имели годовую сумму осадков в 400 мм и более, в среднем же годовая сумма осадков составляла лишь 270—350 мм. Изогиета осадков в 300 мм проходила вдоль течения Урала и Большого Иргиза.
Распределение осадков от года в год было весьма неравномерным. Так при среднегодовом показателе в Самаре в 363 мм в различные года осадки изменялись от 156 до 680 мм в год. Довольно часто в мае-июне осадков не выпадало вовсе, что крайне негативно сказывалось на земледелии, тогда уже даже обильные июльские дожди не могли спасти урожай. Ещё одной особенностью местного климата являлись нередкие суховеи — горячие юго-восточные ветра, несущие с собой помимо жары и сухости мельчайшую пыль (сухой туман), из-за действия которой растения страдали от запала. При этом засухи не ограничивались Заволжьем, а захватывали и значительную часть территории Сызранского округа в Приволжье.
Средневолжский край являлся одним из самых богатых в Европейской части СССР по количеству ясных солнечных дней (около 35 %). По количеству тепла и влаги было возможно культивирование даже очень теплоемких растений (подсолнечник, кукуруза). На практике же этому препятствовали частые весенние заморозки, сочетание которых с сильными зимними морозами негативно сказывалось на культивировании даже озимой пшеницы.

### Гидрография

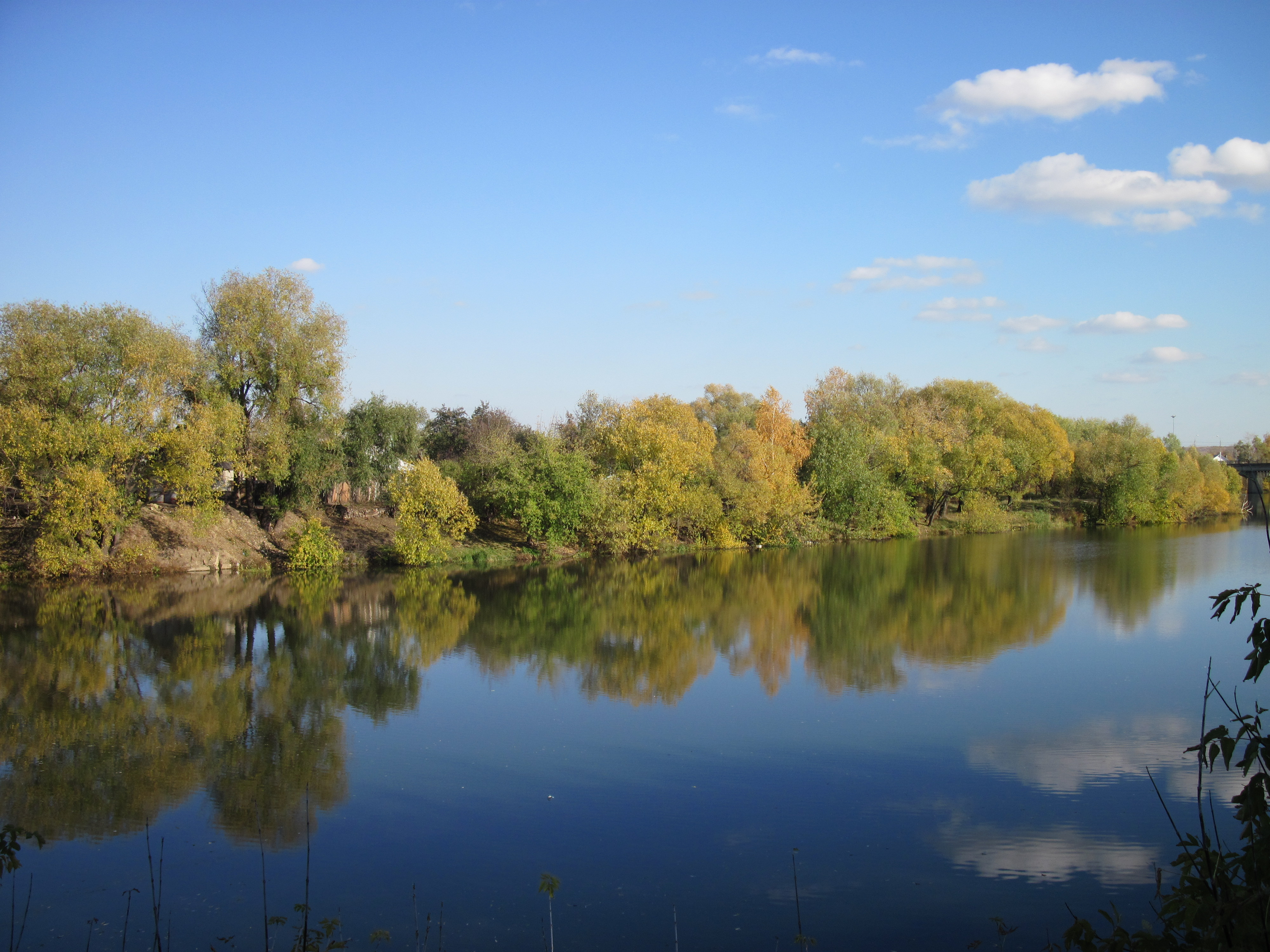
Река Сура

Территория края лежала в основном в Волжском бассейне, за исключением Оренбургского округа, находившегося преимущественно в бассейне Урала, и юго-западной части Кузнецкого округа, расположенной в бассейне Дона.
Крупнейшими реками края являлись Волга с её притоками: Свияга, Сызрань, Уса, Сура, Мокша — справа, Черемшан, Сок, Самара, Моча, Чагра, Большой Иргиз — слева; и Урал с левым притоком Сакмарой. Волга в пределах края текла на протяжении 400 километров имея основное направление с севера на юг, но в районе Ставрополя делала крутой поворот на восток, обходя Жигулёвские горы, делая петлю длиной свыше 200 км — Самарскую Луку, а начиная от Сызрани вновь текла в южном направлении. Реки протекали в основном по широким и глубоким долинам (за исключением степных, у которых долины были неглубоки). Части таких долин затапливались в паводок, образуя ценные пойменные луга. Поселения обычно размещались на незатапливаемых вторых речных террасах. Течение рек слабое, уклон незначительны, исключением являлся Урал.
Кроме рек на территории края насчитывалось свыше 3000 небольших озёр с общей площадью до 25 тыс. га, но только немногие из них имели площадь свыше 1 км².
Правобережье было богато озёрами, реками, речками и болотами. В Левобережье реки в основном были малы и маловодны, зачастую летом в верховьях пересыхая и распадаясь на отдельные озёра. Юго-восточная часть края была ещё засушливее.
Различия в степени увлажнения между Приволжьем и Заволжьем сказывались и на состоянии родниковых и грунтовых вод. Если в Приволжье находилось много родников и ключей, грунтовые воды залегали достаточно неглубоко, то в Заволжье, за исключением северной части Самарского и большей части Бугурусланского округов, родники и ключи — большая редкость, причём даже в приволжской полосе. Грунтовые воды залегали на большой глубине, глубина колодцев достигала 40 метров, а в степях вода часто была солоновата. Как следствие, в то время как в Приволжье селения располагались свободно по берегам различных речек, оврагов с ключами, в Заволжье они вынужденно теснились вокруг немногочисленных источников питьевой воды. Возникало дальноземелье, приносящее значительные убытки.

### Почвы
Значительные различия в рельефе и влажности обусловили достаточно богатое разнообразие почв в регионе. Наиболее примечательной и ценной была полоса тучного чернозёма (с содержанием гумуса в 10—12 %), проходившая по большей части Бугурусланского, прилегающей окраине Оренбургского и части Самарского округов. Эта полоса имела продолжение и на правом берегу Волги, где проходила несколько южнее и в пределах края захватывала лишь окраины Пензенского и Кузнецкого округов. Большую же часть Приволжья занимали деградированные и выщелочные чернозёмы, лесостепные тёмно- и светло-серые почвы, боровые пески и супеси, глинистые, суглинистые, а по долинам рек и наносные почвы.
В Заволжье серые лесные земли встречались лишь отдельными участками среди различных чернозёмов. При продвижении к юго-востоку и соответственном уменьшении влажности содержание гумуса в чернозёме снижалось. Тучный чернозём сменялся обыкновенным (6-10 % гумуса), за котором следовал чернозём бедный (4-6 %) гумуса. При приближении к изогиете в 300 мм появляются каштановые почвы (3,5-4,5 % гумуса). Слабое увлажнение и усиленное испарение в Заволжье способствовало появлению солонцов. В лесостепи они встречались главным образом по речным долинам, а в степи занимали и склоны водоразделов.

### Полезные ископаемые
Время существования края совпадало с началом активной разведки полезных ископаемых на данной территории, поэтому данные о них изменялись практически ежегодно.
Ещё до середины 1920-х годов край был практически не изучен. При разработке планов на первую пятилетку край был отнесён к исключительно сельскохозяйственным. Также отмечалось, что возможной индустриализации края препятствует недостаток топлива и энергоснабжения. Однако разведочные работы 1929-1930-годов установили, что край богат горючими полезными ископаемыми, металлическими рудами, нерудными полезными ископаемыми и горнохимическим сырьём. Многие месторождения имели всесоюзное значение, возможность индустриализации края стала несомненной, и ЦК ВКП(б) в своём решении от 15 февраля 1931 года указывал на широкие перспективы индустриализации края с опорой на местные ресурсы, и превращения его в индустриально-аграрный.

#### Горючие полезные ископаемые
Среди горючих полезных ископаемых края первое место занимали горючие сланцы, которых было разведано три крупных месторождения: Кашпирское (Сызранский район), Ундоро-Захарьевское (Ульяновский район), Общесыртовское (Большеглушицкий и Андреевский районы). Также имелись малоизученные залежи сланцев в Мордовии. В то время сланцы виделись громаднейшими запасами дешёвого местного топлива и сырьём для химической промышленности. Из сланцев было возможно получение бензина, ихтиола, масел, смолы, лаков, краски, парафина и т. д. Сланцевая зола была пригодна для изготовления кирпичей и цемента.
Среди прочих горючих ресурсов видное место занимал торф. На территории края насчитывалось свыше 900 торфяных болот с общей площадью до 35 тыс. га, с запасами торфа свыше 400 млн тонн. Торфяники располагались преимущественно в Правобережье (до 90 %) и главным образом в Мордовской области (свыше 30 % всех запасов края). Также они встречались в Сурском, Барышском, Кузнецком, Шемышейском и Нижне-Ломовском районах Правобережья и Чердаклинском, Мелекесском, Кошкинском и Абдуллинском районах Левобережья.
В Домбаровском районе Оренбургского округа в 1929 году было обнаружено месторождение коксующегося каменного угля.
На основании расчётных данных ещё в 1923 году край был отнесён к заведомо нефтеносным, признаки наличия нефти были обнаружены в районе Самарской Луки и бассейне реки Сок, однако активная нефтеразведка началась только в середине 1930-х годов. 3 июня 1936 года в Сызранском районе были обнаружены первые нефтяные слои промышленного значения, после чего активизировались поиски нефти и в Жигулёвских горах.

#### Руды
Среди всех металлических руд первое место занимали железные, которые встречались на всей территории края. Однако ценнейшими являлись Орско-Халиловские месторождения, открытые в 1929 и разведанные в 1930 году. В этих месторождениях были обнаружены значительные запасы железных руд: магнезиты, гематиты, хромистые железные руды, бурое железняки
Халиловское месторождение бурых железняков содержало руду весьма высокого качества, со средним содержанием железа 37 % и максимальным в 53 %. Вредные примеси были незначительны (серы — около 0,1 %), зато содержались примеси хрома, никеля, титана, что делало руду чрезвычайно ценным сырьём, пригодным для изготовления высококачественных сталей. Кроме этого имелись Новоорское месторождение бурых железняков, содержавшее руду кусками от 20 до 150 см в диаметре, Аккермановское месторождение, открытое в 1933 году, и пригодное для разработки открытым карьерным методом, а также и ряд иных, более мелких месторождений. Общие запасы бурого железняка в крае оценивались в миллиард тонн. Мощность запасов руды, сравнительная лёгкость её добычи, высокое качество руды делали Орско-Халиловский район центром добычи железа всесоюзного масштаба, выдвигая район на второе место в СССР после разработок под Керчью.
В районе станции Блява было обнаружено месторождение красного железняка с содержанием железа до 63 %. Магнитные железняки встречались в Халиловском, Конопланском, Блявинском и Кульминском районах. Однако высокое содержание примесей серы делало разработку красных и магнитных железняков невыгодной.
Железные руды имелись и в других районах края. В окрестностях Ульяновска, Сенгилея, Шиловки и Буераков располагались месторождения сферосидеритов с содержанием железа в 35-35 % в сырой руде. Издавна добывалась железная руда — лимонит на территории бывшего Краснослободского уезда Мордовии. Однако размеры и объёмы запасов этих месторождений определены в то время не были.
Имелось несколько месторождений хромита: Халиловское и Хабарнинское. Общие запасы хромистого железняка оставались, однако, недоразведанными, хотя и активно разрабатывались. Содержание Cr2O3 по участкам значительно различалось, в среднем составляя 30-50 %, порой доходя до 60 %.
В крае также имелись запасы медных руд. Со древнейших времён медь добывалась на Каргалинских рудниках. На территориях Оренбургского, Саракташского и Буртинского районов находились залежи медных песчаников. Особенно ценным было открытое в 1932 году полиметаллическое Блявинское месторождение медистых пиритов, отличавшееся не только высоким содержанием меди (от 2 до 20 %), но и наличием в руде железа (≈20 %), серы (≈40 %), серебра (0,000038 %) и золота (0,000003 %). Запасы месторождения оценивались в 600 тыс. тонн меди, 11 476 тыс. тонн железа, 12 тыс. тонн серы, 936 тонн серебра, 45 тонн золота.
Также в Орском районе И. Рудницким было обнаружено мощное Халиловское месторождение никеля, с запасами металла до 240 тыс. тонн, что делало его крупнейшим в СССР и одним из крупнейших в мире. Также имелись залегания никеля в Кваркенском и Новопокровском районах, причём предварительные данные указывали, что Кваркенское месторождение должно быть ещё более мощным и богатым по содержанию никеля, чем Халиловское.
Золото, помимо содержания в блявинских полиметаллических рудах, залегало в Айдыринском золотоносной районе (между реками Айдырля и Байтук). Находилось оно в кварцевых жилах и гнёздах. Однако наиболее богатые золотые россыпи и основные жилы были уже выработаны, и среднее содержание золота было достаточно мало. К востоку от Айдырлинского находился Синсшиханский золотоносный район, где находилось несколько приисков.
В Орско-Халиловском районе встречались также месторождения марганца, кобальта, свинца, платины и т. д., на середину 1930-х не имевшие промышленного значения.

#### Гидроминеральные
В крае находилось несколько групп минеральных источников различных типов. В районе села Усолье находились соляные источники, издавна использовавшиеся для получения поваренной соли. Около Серноводска находилась группа серных источников. Наконец в районе села Ундоры была известная группа углекисло-железистых источников.

#### Нерудные полезные ископаемые
Край был богат целым рядом нерудных полезных ископаемых, игравших значительную роль в экономике края, в первый очередь строительных материалов. Повсеместно на территории края встречались различные глины, с отдельными месторождениями высококачественных глин. В Пензенском районе имелись тугоплавкие глины с запасом свыше миллиона кубометров. У станции Блява были известны залежи огнеупорных глин с температурой плавления в 1500—1600 °C, у разъезда Кумак — с температурой плавления 1600—1750 °C. В Кинельском и Орском районах были найдены отбельные глины.
Пески также встречались повсеместно, белые кварцевые пески, пригодные для стекольного производства, встречались в Сенгилеевском районе, около Чапаевска и Халилово. Имелось много месторождений мергеля: по берегу Волги в районе Сенгилея, в Мордовской области у села Атемар, в Пензенском районе у села Мертовщина и другие.
Очень широко были распространены залежи известняков и мела. Лучше прочих были изучены месторождения у пристани Моркваши на Волге, в Чапаевском районе (Томылово и Губашево), в Орском районе и других. Насчитывалось свыше 20 месторождений мела: в Сенглиеевском, Ново-Девическом, Ульяновском, Барановском районах и Кочкуровском и Ковылкинском районах Мордовской области.
Гипс широко распространён в Самарском, Красноярском, Кинельском, Сергиевском, Оренбургском, Соль-Илецком, Саракташском и других районах. Особо высокого качества гипс был в месторождении «Алебастровый овраг» у села Царевщина. Диатомит (трепел) встречался в Инзенском, Карсунском, Майнском, Лунинском, Барышском, Сенгилеевском, Кузнецком и Сызранских районах, в Мордовской автономной области. Диатомитам обычно сопутствовали опоки
Во многих районах встречались битуминозные известняки и песчаники, их крупные месторождения были известны в Сызранском районе (содержание битума до 15 %), Жигулёвских горах (до 20 % битума), в Байтугановском и Сергиевском районах, на реке Шешме (7-22 % битума) и у села Алексеевка.
В значительном количестве имелись запасы другого сырья: доломиты, диабаз, песчаник, гравий, кровельный сланец, гранит.

#### Камнесамоцветное сырьё
В районе Орска встречались горный хрусталь, халцедон, яшма, опалы, гранаты и другие ископаемые.

#### Горнохимическое сырьё
Крупнейшим месторождение такого рода было Илецкое месторождение каменной соли, известное с начала XVI века. Мощность соляного массива превышала 450 метров, при этом соль была очень высокого качества — 99,8 % чистоты. Только разведанные запасы месторождения в десятки раз превышали объёмы ежегодного общемирового потребления. Имелось также слабоизученное тогда месторождение: гора «Мёртвые соли» в 18 км от станции Илецк. В старину также велась добыча соли вываркой воды соляных источников у села Усолье в Жигулях.
Водинское (Красноярский район) и Алексеевское (Кинельский район) месторождения серы с запасами более 1 миллиона тонн каждое имели важное промышленное значение. Имелся ряд менее крупных месторождений: в 8 км от Алексеевки, у села Сырейки, Красной Глинки и другие. Встречались в крае месторождения серного колчедана: Блявинское, Аракчеевское (Мордовская АО) и другие.
Край богат фосфоритами, игравшими важную роль в качестве сырья для производства удобрений для сельского хозяйства. Их залежи сопутствовали сланцам, соответственно основные запасы были в районе Ундор, Кашпира, Общего Сырта и в Мордовской АО. Суммарные запасы оценивались в 383 миллиона тонн, что многократно превышало мировое годовое потребление.
Из прочих полезных ископаемых привлекали внимание специалистов асбест, охра. В Орско-Халиловском районе имелось несколько месторождений магнезита, талька, графита.

### Флора

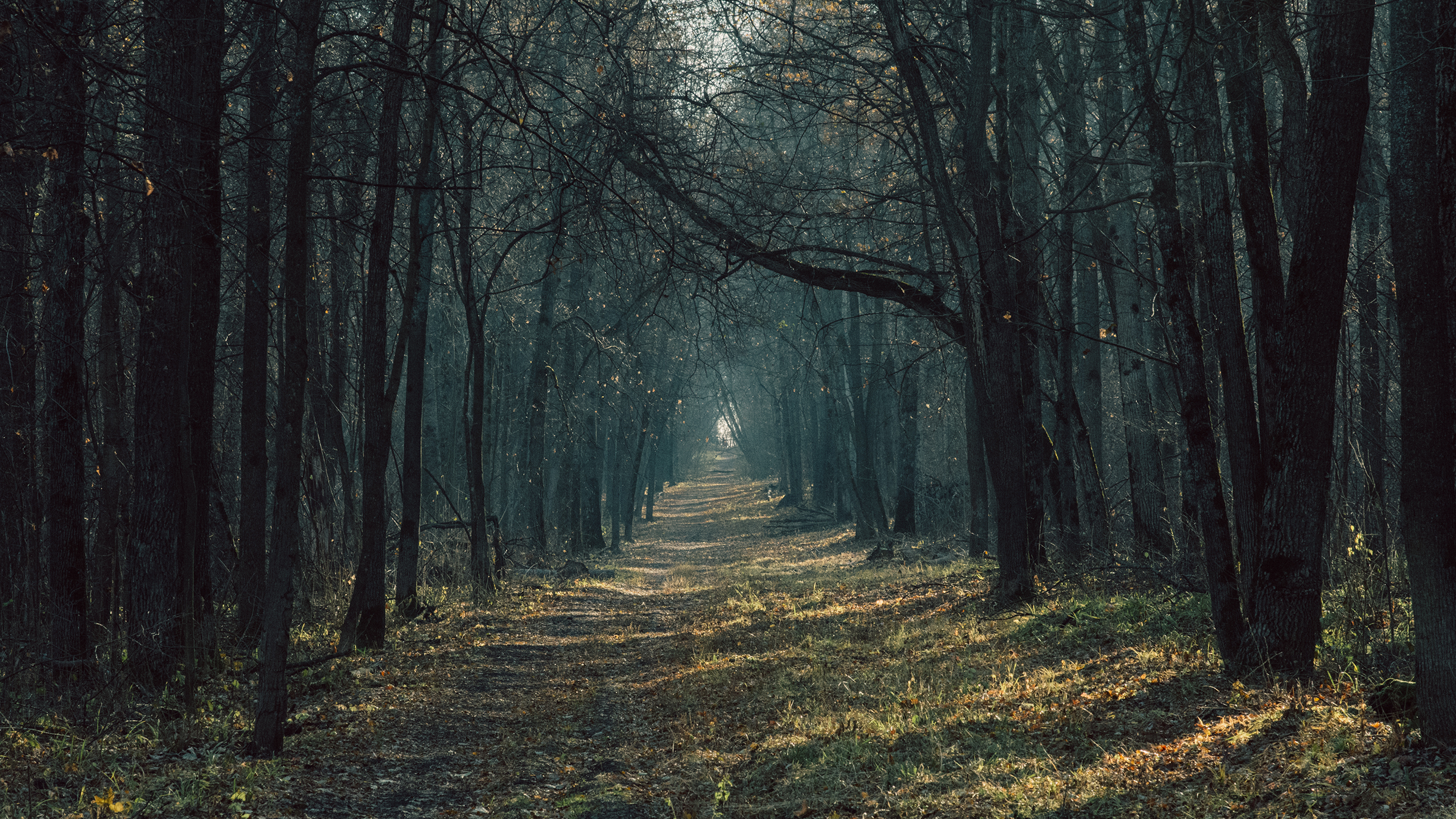
Арбековский лес, Пензенская область

Лесистость по округам была неравномерной, от 18,5 % в Мордовской области до 3,3 % в Оренбургском округе. В среднем она составляла около 11 % (26 620 тысяч км²) — 14 % (33 тысячи км²). Левобережье сравнительно бедно лесами, как лесные можно было назвать лишь несколько районов: Чердаклинский, Мелекесский, Ставропольский, Бузулукский. Ещё в нескольких районах встречались отдельные лесные массивы. Южнее Большого Кинеля и вся восточная часть Левобережья были почти совсем лишены леса.
Основу лесов составляли лиственные породы: дуб, липа, берёза, осина, клён, лиственные породы составляли 78,2 % всех лесов. Ель встречалась лишь на северо-западе края отдельными деревьями или небольшими группами. На песчаных почвах достаточно широко были распространены сосняки. Хвойные леса преобладали на территории лишь нескольких районов: Инзенский, Ново-Пестровский, Кузнецкий, Камешкирский, Барышский, Ново-Спасский и Бузулукский. Отдельные сосновые леса встречались в Мелекесском, Ставропольском и Бузулукском районах, а также на реке Суре.
Спелые леса составляли 34,1 %, приспевающие — 28,6 %, молодняковые — 37,3 %. Ежегодный прирост древесины по краю оценивался в 7 млн м³. Вырубки лиственных пород легко восстанавливались естественным путем, восстановление сосняков в аналогичной ситуации происходило с трудом, их место обычно занимали лиственные породы: берёза, осина и дуб.
Лесистость уменьшалась при продвижении на юго-восток, переходя в лесостепи и степи, занимавшие большую часть территории края. Они издавна распахивалась, участки первобытной степи встречались лишь местами, на опушках лесов и склонах, неудобных для пахоты. Однако отмечалось, что спустя 10-15 лет после окончания обработки поля, на его месте проявлялись признаки восстановления степи с характерным преобладанием злаков и двудольных. С дальнейшим продвижением на юг и юго-восток разнотравные степи сменялись сначала типчаково-ковыльными. а затем и полынными.
К середине 1930-х высокого оценивалась не только топливная и строительная роль лесов края, но и их огромное защитное и водоохранное значение, встал вопрос о естественном и искусственном лесовозобновлении.

### Фауна

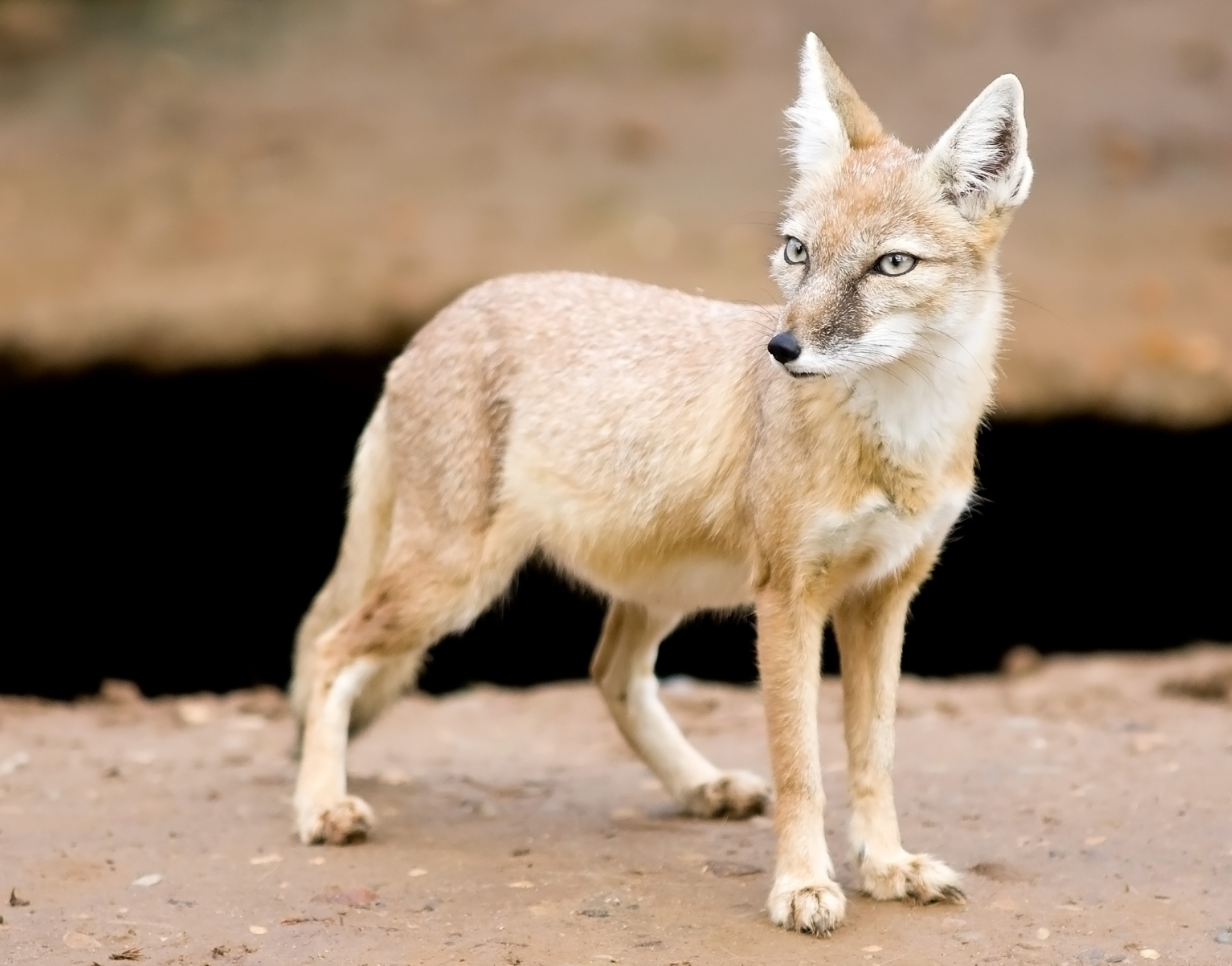
Корсак

Крупные хищники лесной полосы в крае были представлены медведями, изредка встречавшимися в Мордовской области. На севере края встречалась рысь. Повсеместно были распространены куница, лисица, горностай, встречались хорьки, норки, ласки. Также в северной части часто встречалась белка. Все эти животные служили объектом охоты, а их шкуры объектом торговли на местных рынках. В степной части края основным хищником был волк, причинявший немалый урон сельскому хозяйству. Встречались корсаки, основными же представителями фауны в степной части были грызуны. Крупные сурки встречались в Оренбургском округе, повсеместно встречались суслики: серый, жёлтый и рыжеватый. Среди злаковых посевов многочисленны хомяки. У воды нередка водяная крыса, мех которой ценился на местном рынке.

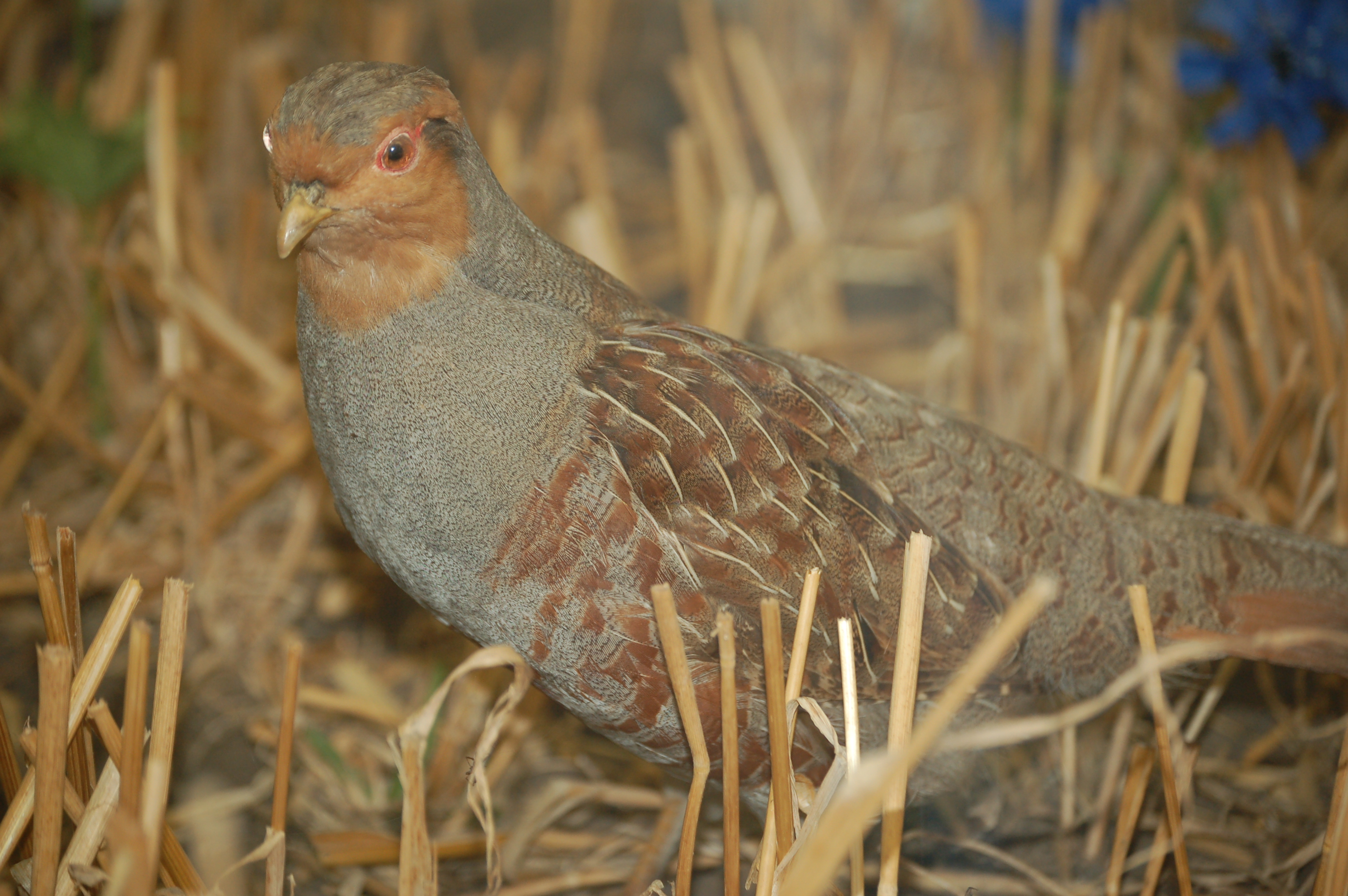
Серая куропатка

Среди лесных птиц выделялись тетерев и рябчик, имевшие промысловое значение. В Жигулёвских горах встречалась редкая красная утка. В степях широко распространенными были жаворонки, перепела, куропатки, нередки хищные степные луни, а также крупные дрофы и стрепета.
Наиболее ценные породы рыб (осётр, белуга, шип, стерлядь) встречались в Волге, а также на Урале до устья Сакмары. Стерлядь также встречалась в Суре и Мокше.

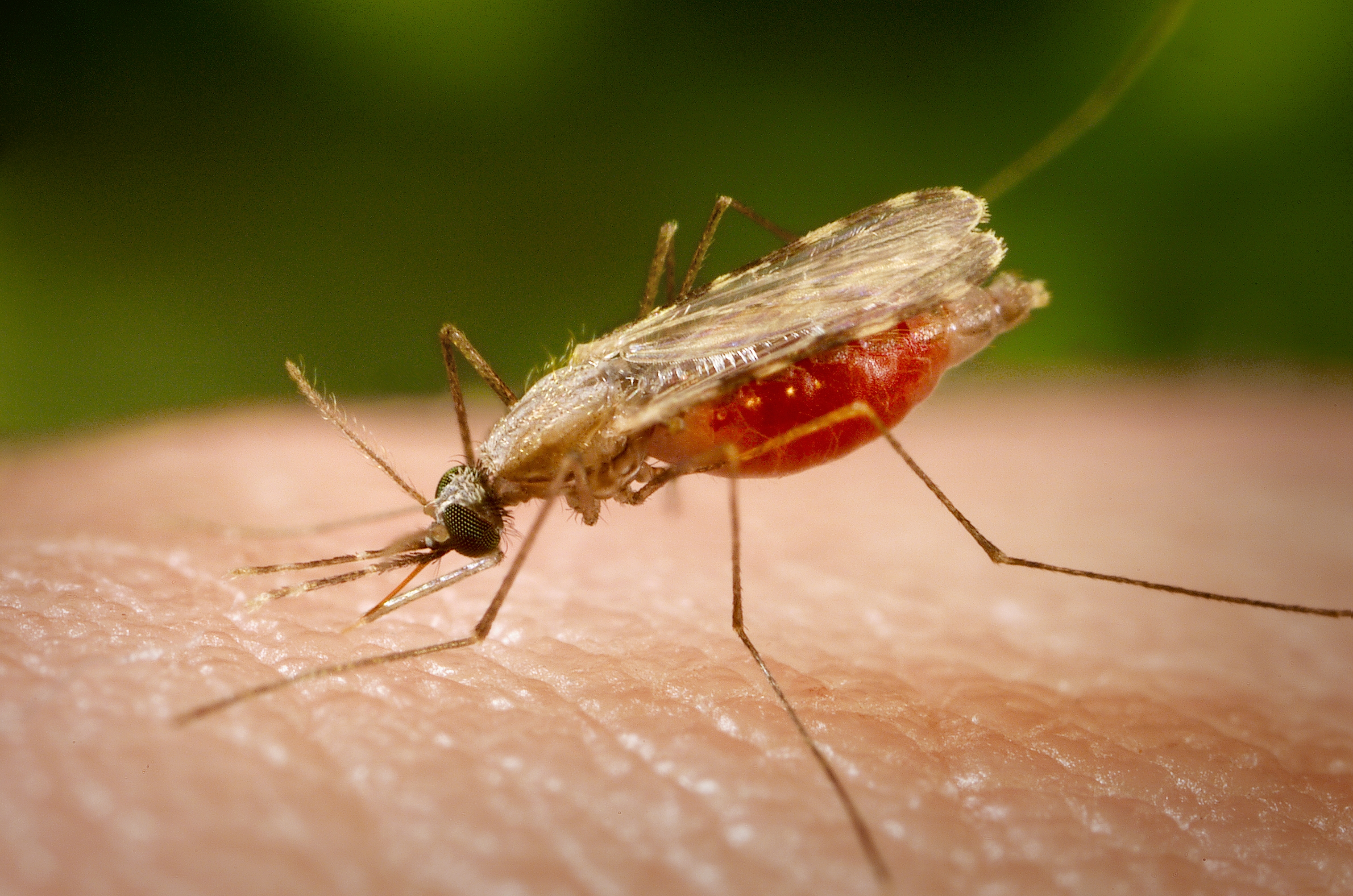
Малярийный комар

Среди насекомых края более всего были изучены вредители, типичными представителями которых были кузнечики и кобылки. В южных частях региона в основном это были итальянская и полосатая саранча, в северных — тёмнокрылые и крестовые кобылки. Изредка наблюдалось нашествие азиатской (настоящей) саранчи. Серьёзную проблему представлял малярийный комар, широко распространённый повсюду, особенно в Заволжье, и являвшийся источником заражения малярией.

## История

### Заселение территории
Первыми народами, постоянно проживавшими на территории края были мордва на западе, башкиры на востоке, в северной части проживали булгары. В XIII веке территория края вошла в состав Золотой Орды.
В первой половине XV века на территории края появляются первые русские поселения: Краснослободск (1535), Алатырь (ок. 1552). В 1586 году появился первый волжский город — Самара. Активная колонизация земель края началась после окончания Смутного времени. Для защиты русских поселенцев появляются крепости Верхний (1636) и Нижний Ломовы (1636), Керенск (1639), Инсар (1648). Для лучшей обороны между крепостями строили «черту» — глубокий ров с насыпанным возле него валом, в лесах черта проводилась с помощью засеки. Постепенно укрепления вышли в район Волги, где в 1648 году был основан Симбирск. В следующем десятилетии строительство укреплений перешло на левобережье, где черта проходила вдоль реки Черемшан. Одновременно с продвижением границы русских земель в Заволжье активно заселялось Приволжье. В 1660-х годах появилась Пенза, в 1683 году — Сызрань.

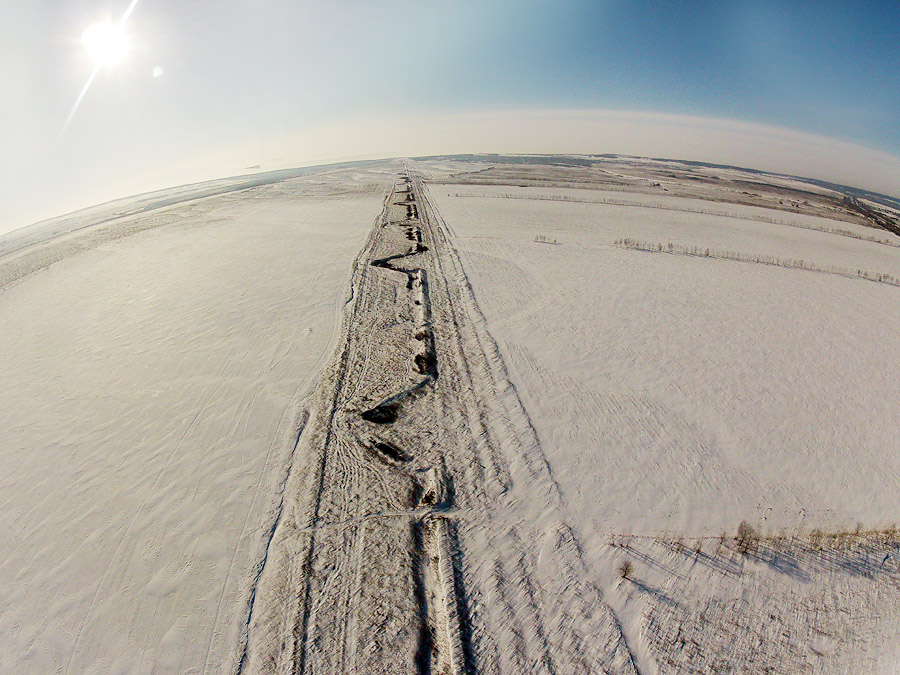
Ново-Закамская оборонительная линия

В 1730-х годах началось строительство новой защитной линии вдоль реки Сок. Появляются крупные поселения и южнее этой черты, в 1748 году упоминается Бугурусланская слобода, а в устье Ори в 1735 году началось строительство пограничного города, призванного служить торговым пунктом в торговле со степняками и восточными купцами — Оренбурга. В 1742 году Оренбург перевели на новое место, а прежнее поселение переименовали в Орск. От Оренбурга к Самаре пролегла новая линия из крепостей, в том числе Бузулукской, между которыми укрепления уже не строились.
На ранних этапах освоение края основу поселенцев составляли воинские гарнизоны и разного рода беглые, искавшие на Волге вольной жизни, или бежавшие от долгов или притеснений. С замирением Поволжья и продвижением границ дальше на восток рос приток новых переселенцев в регион. Земли в новом регионе получали разного рода служилые люди за свою службу государству, становясь тем самым помещиками. Иные помещики также получали от государства новые имения, для освоения которых переводили своих крестьян из внутренних регионов России. Государство переселяло на свободные земли принадлежащих ему крестьян из перенаселённых Рязанской, Курской, Воронежской губерний. В первую половину XIX века широко практиковалось наделение землями в регионе отставных солдат или малоимущих дворян — однодворцев.
Первоначально колонизация русскими не встречала возражений со стороны местного населения. Мордвины традиционно промышляли охотой и бортничеством и русские земледельцы, селившиеся в степи, им нисколько не мешали, напротив, приветствовались, так как активизировалась торговля. Но с ростом русского населения началась вырубка лесов, правительство стало записывать мордву в крепостные, что привело к мордовской миграции, когда изгнанные со своих мест мордвины уходили на юг, в Пензенский край, далее на Самарскую Луку и её окрестности и даже ещё южнее, в Саратовскую и Оренбургский край. Башкирская знать также сперва приветствовала появление русских поселенцев, активно продавая участки общественной земли. Однако же быстрый приток русских поселенцев привёл к небезосновательным опасениям, что вскоре башкиры могут лишиться всех своих вотчинных земель. Недовольство росло, но вспыхивавшие восстания подавлялись царским правительством. В результате все башкирские земли в пределах края оказались заняты русскими переселенцами, лишь в верховьях Большого Иргиза оставалось несколько поселений, где башкиры осели после одного из восстаний.

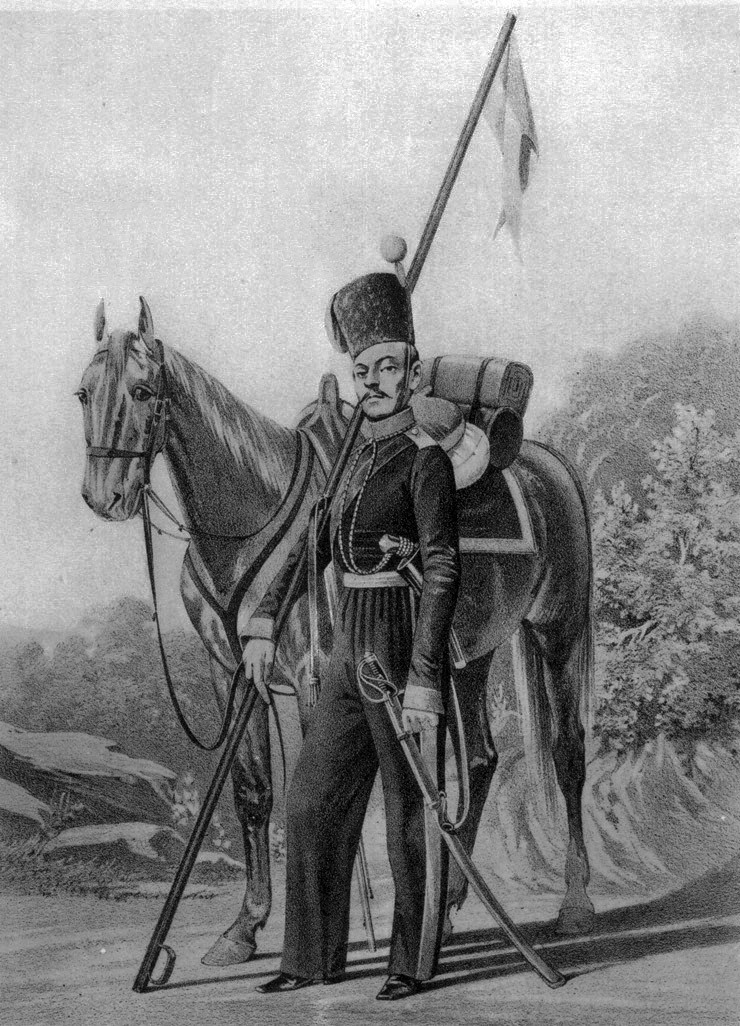
Казак Ставропольского Калмыцкого войска. 1829—1838 гг.

Не только русские принимали заметное участие в колонизации региона. На севере Самарской губернии располагались земли немецких меннонитов, получившие их по договору с царским правительством. Аналогичные колонии впоследствии появились на территории Оренбургской губернии. Встречались колонии украинцев, которые к отведенным им землям зачастую дополнительно покупали выбранные самостоятельно участки. Традиционные украинские хозяйственные приёмы и методика обработки земель вполне подходили и к местным условиям и даже становились объектом подражания среди русского населения. В 1737 году была основана крепость Ставрополь (ныне Тольятти), ставшая центром региона крещёных калмыков, принявших русское подданство, однако к середине XIX века калмыки были переселены ближе к Уралу.
В целом колонизация региона продвигалась с северо-запада и запада, что проявлялось в распределении плотности населения по областям региона, заметно снижаясь с продвижением на юго-восток. В последней трети XIX века население в регионе настолько выросло, что даже из Самарской и Оренбургской губерний ещё не так давно известных земельными просторами из-за перенаселённости началась миграция дальше на восток.

### Создание региона
Первый проект нового районирования обширных территорий Поволжья авторства профессора И. Г. Александрова ВЦИК РСФСР рассмотрел и утвердил ещё в 1921 году. Предполагалось разделить Поволжье на три области: Нижне-Волжскую, Средне-Волжскую и Вятско-Ветлужскую. Одним из значительных отличий от прежнего губернского деления являлось изменение роли Волги. Если раньше река служила естественной границей между соседними губерниями, то теперь она предполагалась осью, вокруг которой группировалась экономика прилегающих районов.
По проекту Александрова, дополнительно уточнённому при его утверждении ВЦИК, в состав Средне-Волжской области должны были войти Самарская, Ульяновская, южные части Пензенской, юго-восточные уезды Нижегородской губерний и Татарская и Чувашская республики. Первые же обсуждения с представителями регионов показали несостоятельность проекта, в первую очередь из-за противодействия со стороны национальных республик, полагавших его не отвечающим своим интересам. И хотя предложение не было реализовано, но оно зародило саму идею оформления новой крупной административной единицы на Средней Волге.
Методика районирования, использовавшаяся Александровым, осталась не вполне ясной. Несмотря на уверения автора в её новизне, критики отмечали, что ничего принципиально нового в ней не содержалось. Известный статистик Г. И. Баскин отмечал, что, по всей видимости, применялся давно известный метод суммарности признаков. В качестве альтернативы он предложил новую методику по единому признаку — расстоянию хозяйств до культурно-экономических центров. Однако при попытке её применения автор столкнулся с методологическими сложностями и в итоге, больше произвольно, чем научно, пришёл к тому же составу губерний, которые должны были войти в новую область, что и Александров. Методы Баскина, однако, частично нашли воплощение при начавшемся в 1923 году проектировании округов внутри Самарской, Пензенской и Ульяновской губерний.
Для проработки и обоснования границ Средне-Волжской области Госплан создал областную плановую комиссию, в которую вошли представители Самарской, Пензенской и Ульяновской губерний. Татарская и Чувашская республики от участия в работе комиссии воздержались. В опубликованных в 1925 году результатах работы были сделаны выводы, что в область должны были войти Самарская, Ульяновская губернии, Пензенская губерния без Краснослободского, Темниковского и Беднодемьяновского уездов, а также Татарская и Чувашская республики. В этой работе также впервые обосновывалась необходимость включения в новую административную единицу более восточных регионов: Башкирской республики и Оренбургской губернии.
По распоряжению Госплана в июле 1926 года плановая комиссия была закрыта, обязанности по проработки вопроса установления границ нового региона были возложены частично на Самарский губплан, не обладавший достаточными ресурсами, частично на аппарат самого Госплана. Фактически работа остановилась. Некоторое время в официальных документах Госпланы РСФСР и СССР указывали, что в область войдут регионы, указанные профессором Александровым, а неофициально к ним добавлялась ещё Оренбургская губерния.
В декабре 1927 года на XV съезде ВКП(б) было принято решение о завершении работ по районированию регионов. Это привело к тому, что в начале 1928 года Госплан СССР предложил пересмотреть сетку районов, не изменявшуюся с 1921 года, мотивируя необходимость учесть обширный материал по районированию, набранный на местах за эти годы. Это вызвало появление множества самых разных проектов с различной степенью проработанности. Среди прочих Саратовский губисполком представил проект Нижне-Волжского края, помимо Саратовской губернии включавший большую часть Самарской и части Ульяновской, Оренбургской и Пензенской губерний, то есть включая в себя три четверти от предполагавшейся Средне-Волжской области. Предполагалось создать регион, в котором будет производиться вся пшеница в восточной части Европейской части СССР. Проект излагался в ряде докладов, был издан отдельной книгой, нашёл много сторонников и в итоге был одобрен Госпланом РСФСР.
Проект Средне-Волжской области, поддерживаемый Самарским губисполкомом, был менее проработан и мог опираться лишь на более чёткое представление особенностей Средней Волги и указание недостатков Саратовского проекта, таких как полное игнорирование разнородности климата, почв и экономической обстановки на столь обширной территории, чтобы можно было на практике применять единый комплекс мероприятий для развития производства пшеницы. Самарский губисполком утверждал, что прежняя сетка Госплана, предполагавшая Средне-Волжскую область, вовсе не утратила актуальности. Указывалось, что именно такой регион будет наиболее экономически эффективен, успешно проявит свою специализацию, когда из регионов с дефицитом земли: Ульяновской, Пензенской губерний, Татарской и Чувашской республик возможно будет перенести ресурсы на новые, малоосвоенные территории Заволжья, для чего желательно включение в область Оренбургской губернии и Башкирской республики, где возможен огромный рост сельского хозяйства.
В Госплане СССР идея создания Нижне-Волжского края поддержки не нашла, но и создание Средне-Волжской области не было утверждено. Был поддержан проект создания Волго-Каспийского края с центром в Сталинграде, по которому предусматривалось объединение территорий, лежащих выше по Волге, в отдельный регион с центром в Саратове. Однако ВЦИК проигнорировал и решение Госплана РСФСР, и решение Госплана СССР, в 1928 году декретировав создание Нижне-Волжской и Средне-Волжской областей, вернувшись к идеям Александрова, хотя и с некоторыми изменениями в составе губерний.

### Административно-территориальное деление

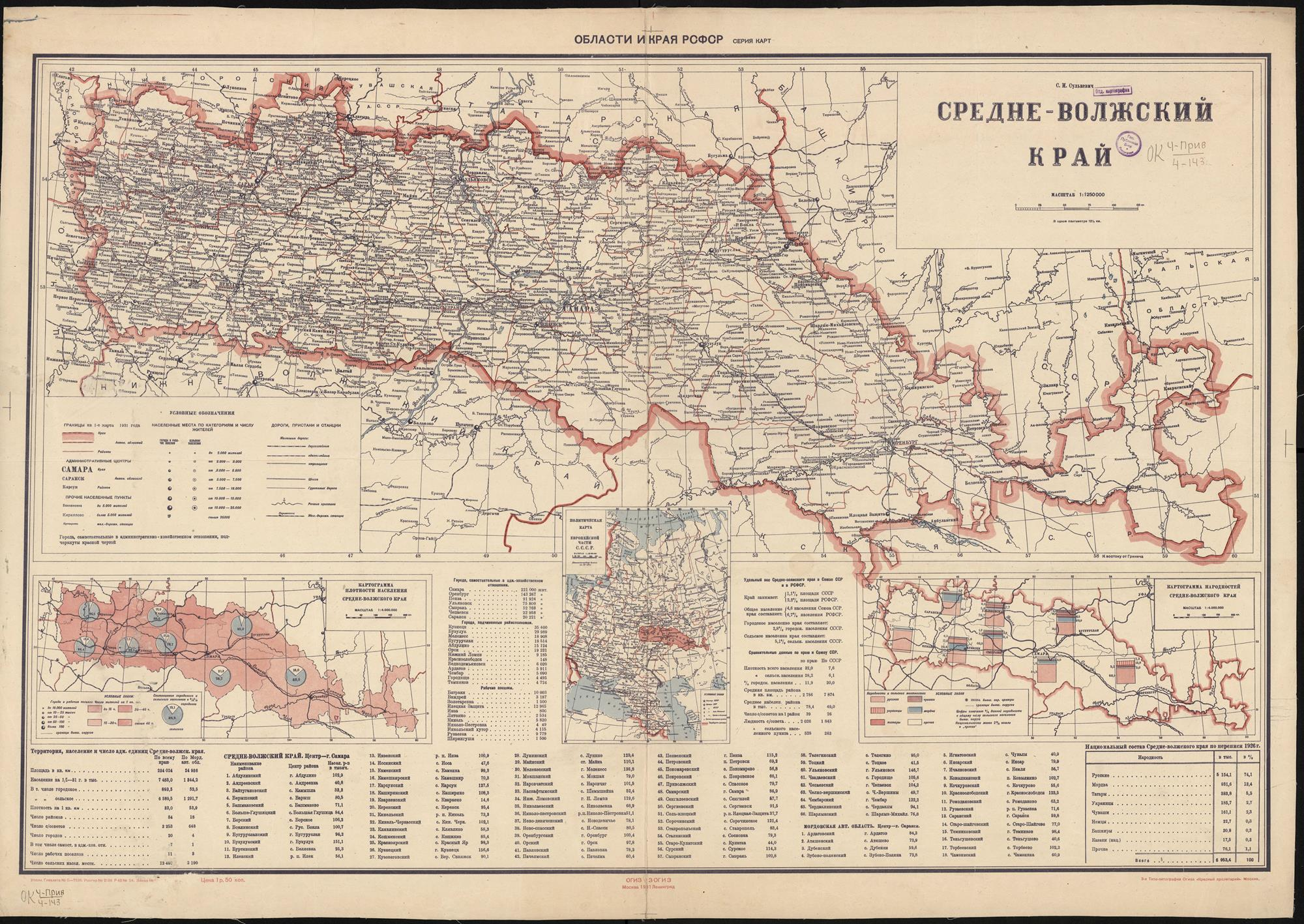
Карта Средневолжского края, 1931 год.

Средневолжская область была создана постановлением ВЦИК от 14 мая 1928 года «с переходом от губернского, уездного и волостного деления на окружное и районное и с соответствующим изменением наименования местных органов власти».
В созданную область вошли Пензенская, Ульяновская, Оренбургская губернии полностью, Самарская губерния без Пугачёвского уезда и Кузнецкий уезд Саратовской губернии .
Работу по районированию региона пришлось проводить в кратчайшие сроки. С созданием округов особых сложностей не возникло, так как для трёх губерний необходимые материалы были собраны ещё в 1925—1926 годах, получившиеся 9 округов были достаточно цельными в экономическом плане, однако различались по площади и численности населения. Районирование территорий Заволжья опиралось на весьма эффективный производственный метод, в результате чего получилось три округа, каждый со своим производственным профилем, но с примерно равным количеством сельского населения, и особняком стоявший Бузулукский округ, находившийся на пересечении дорог. При районировании же Приволжья этот метод удалось применить лишь в Кузнецком округе. Пензенский, Мордовский и Сызранский практически не различались в производственном отношении: малоземелье, аграрная перенаселённость, преобладание трёхполья и потребительский тип полеводства и животноводства. Ульяновский округ стоял особняком, так как часть его находилась в Заволжье, где темпы развития хозяйства были значительно выше. Поэтому для создания районной и окружной сети Правобережья использовался метод экономического тяготения. Однако этому мешал недостаток крупных городов, способных стать центрами округов. Вмешивался и национальный вопрос, из-за которого Пензенскую губернию пришлось разделить на два округа, хотя Саранск, ставший центром Мордовского, на эту роль не подходил, имея всего лишь 16 тысяч населения. В Ульяновской губернии нашлось два города, способных стать центром округа: Ульяновск и Сызрань, оба они и послужили ядром для образования округов. В результате в Приволжье было образовано два крупных, два небольших и один промежуточный округ.
Проектирование районной сетки оказалось задачей более сложной. Сложность представляли необычные размеры новых единиц АТД, которые были примерно в пять-шесть раз меньше бывших уездов, и примерно во столько же раз крупнее волостей. Дополнительные проблемы создавало требование с самого начала существования сделать районы бездефицитными в бюджетном отношении, что вынуждало пренебрегать экономической целесообразностью. Кроме того, работы по районированию пришлись на летний период, когда бо́льшая часть сельскохозяйственного населения просто не могла принимать участие в обсуждениях. Так или иначе, но к установленным срокам было создано 116 районов, хотя и достаточно разнородных.
16 июля 1928 года было утверждено разделение области на 9 округов и 116 районов:
- Мордовский округ — 23 района,
- Самарский округ — 10 районов,
- Бугурусланский округ — 12 районов,
- Бузулукский округ — 7 районов,
- Пензенский округ — 14 районов,
- Сызранский округ — 8 районов,
- Ульяновский округ — 15 районов,
- Оренбургский округ — 15 районов,
- Кузнецкий округ — 12 районов.

Работа по оптимизации сетки окружного и районного деления, а также уточнению внешних границ области, продолжалась и в дальнейшем, основываясь на заявлениях от населения. Значительные исправления были утверждены ВЦИК 21 января 1929 года. Полностью упразднялся Бузулукский округ, Сорочинский район из его состава вошёл в Оренбургский округ, прочие — в Самарский. Кондольский район переходил из Кузнецкого в Пензенский округ, упразднялись Телешовский, Никольско-Черемшанский, Анучинский и Голицинский районы. Также было внесено множество изменений в границы отдельных сельсоветов и районов. В результате получилась следующая картина:
| Округ          | Количество районов | Количество сельсоветов | Количество населённых пунктов | Сельское население | Городское население | Население всего |
| -------------- | ------------------ | ---------------------- | ----------------------------- | ------------------ | ------------------- | --------------- |
| Бугурусланский | 12                 | 374                    | 1841                          | 758 667            | 31 298              | 739 965         |
| Кузнецкий      | 11                 | 267                    | 839                           | 488 924            | 34 581              | 523 505         |
| Мордовский     | 23                 | 692                    | 1868                          | 1 294 686          | 43 040              | 133 726         |
| Оренбургский   | 16                 | 522                    | 2016                          | 718 451            | 135 556             | 854 007         |
| Пензенский     | 13                 | 523                    | 1671                          | 974 993            | 156 851             | 1 081 844       |
| Самарский      | 16                 | 498                    | 1993                          | 836 111            | 213 727             | 1 049 338       |
| Сызранский     | 8                  | 244                    | 1077                          | 510 083            | 48 458              | 561 541         |
| Ульяновский    | 13                 | 384                    | 1411                          | 739 287            | 93 033              | 832 320         |
| Всего          | 112                | 3504                   | 12 716                        | 6 274 202          | 706 544             | 6 985 746       |

Русское население области составляло 75 %. В некоторых случая нацменьшинства проживали достаточно компактно, что позволяло образовывать целые национальные районы. Из 112 районов 17 были национальными (9 мордовских, по 3 татарских и чувашских, 2 казахских). В октябре 1929 года решением ВЦИК был создан ещё один чувашский район, увеличив их общее число до 113.
20 октября 1929 года постановлением ВЦИК РСФСР Средневолжская область была переименована в Средневолжский край. Уточнения внешних границ региона продолжались и в дальнейшем. Особенно сложной была граница Оренбургского округа, на протяжении которой встречалось частое перекрещивание земель соседних регионов. Кроме того, не было проведено районирование соседних Башкирской АССР, Уральской области и Казахской АССР, в результате которых предполагалось возможным изменение территорий края.
В границах Мордовского округа проживало лишь 32,2 % мордовского населения и при его создании он не получал статус национального, однако политика советского государства привела к созданию 10 января 1930 года не просто национального округа, но автономной Мордовской области в составе Средневолжской, в связи с чем постановлением Совнаркома Средневолжская область была переименована в Средневолжский край. 23 июля 1930 года постановлением ЦИК и СНК СССР округа были упразднены, районы перешли в непосредственное управление края.
На 1931 год край состоял из 64 районов, Мордовской автономной области с 18 районами, 21 города, 6 из которых подчинялось непосредственно краевому центру (Самара, Оренбург, Пенза, Ульяновск, Сызрань, Чапаевск). Всего насчитывалось 14 016 населённых пункта, которые объединялись в 3192 сельсовета. Однако изменения продолжались и в дальнейшем.
20 апреля 1934 года в составе края был создан Орский промышленный округ. На 1 июля 1934 года край имел в своём составе Мордовскую автономную область с 20 районами, Орский промышленный округ с 4 районами и 63 района (32 в Левобережье, 31 в Правобережье). Всего насчитывалось 87 районов, из которых десять было национальными: 4 мордовских: Барановский, Боклинский, Клавлинский, Шемышейский; 3 чувашских — Богдашкинский, Сталинский и Челновершинский; 2 татарских — Байтугановский и Старо-Кулаткинский; 1 казахский — Буртинский. 7 декабря 1934 года по постановлению ВЦИК из Средневолжского края выделилась Оренбургская область, в которую вошли 18 районов и Орский промышленный округ. 20 декабря 1934 года Мордовская автономная область была преобразована в Мордовскую Автономную Советскую Социалистическую Республику с вхождением её в Средневолжский край.
27 января 1935 года Самара была переименована в Куйбышев, а Средневолжский край в Куйбышевский край.
С принятием Конституции СССР 5 декабря 1936 года Мордовская АССР вышла из состава края, вследствие чего он был преобразован в Куйбышевскую область.

## Население
| Год  | Численность | Численность   |
| ---- | ----------- | ------------- |
| 1926 | 6 985 746   | [ 54 ]        |
| 1929 | 7 315 600   | [ 54 ]        |
| 1930 | 7 468 300   | [ 55 ] [ 56 ] |
| 1931 | 7 931 000   | [ 57 ]        |
| 1932 | 7 643 000   |               |

Население края было весьма неравномерно распределено по его территории, с заметным уменьшением плотности населения в сторону юго-востока: от 56,6 чел. на 1 км² в Мордовском округе (в отдельных районах до 70 и выше) до 10 чел на км² в Оренбургском. Даже самый населённый левобережный округ — Бугурусланский (29,7 чел на км²) имел меньшую плотность населения, чем самый слабозаселённый правобережный Сызранский (31,9 чел на км²).
По оценкам на 1929 год доля численности городского населения (12,1 %) была ниже, чем в среднем по РСФСР (13,4 %) и СССР (17,9). В крае насчитывалось всего 5 крупных городов, с численностью населения свыше 50 тысяч человек: Самара, Оренбург, Пенза, Ульяновск и Сызрань, ещё 7 городов имели население свыше 10 тысяч человек.
Наблюдалось значительное преобладание женского населения. Если до начала Первой мировой войны на 100 мужчин приходилось 106 женщин, то к началу 1930-х уже 113 (при средних цифрах для РСФСР — 112 и СССР — 107), при этом уменьшение доли мужчин в равной степени затронуло и городское, и сельское население, в то время как в целом по стране снижалась только доля мужчин-сельчан. Это связывали со значительной вовлечённостью населения региона в события гражданской войны в России, затронувшей и горожан.
На 1932 года население составляло 7643 тыс. человек. Городское население составляло 13,2 %, при этом всесоюзный уровень превышал 18 %

### Национальный состав
По данным переписи 1926 года в крае проживали представители 13 крупных этнических групп:
- русские — 5154,1 тыс. чел (74,12 %);
- мордва[64] — 931,6 тыс. чел (13,39 %);
- татары — 319,8 тыс. чел (4,59 %);
- украинцы — 185,7 тыс. чел (2,66 %);
- чуваши — 161,1 тыс. чел (2,34 %);
- мишари — 64,3 тыс. чел (0,93 %)
- мещёра — 38,9 тыс. чел (0,55 %);
- немцы — 22,7 тыс. чел (0,33 %)
- башкиры — 20,8 тыс. чел (0,3 %);
- казахи — 17,5 тыс. чел (0,25 %);
- евреи — 14,1 тыс. чел (0,2 %);
- белорусы — 8,9 тыс. чел (0,13 %);
- поляки — 4,3 тыс. чел (0,06 %);
- прочие — 10,5 тыс. чел (0,15 %).

На территории Средневолжского края проживало 69,5 % всей мордвы СССР (77,9 % РСФСР) и значительная доля общего числа мишарей и мещёры. Мордовское население концентрировалось в Пензенском, Кузнецком и особенно Мордовском округах — исконной территории расселения мордвы. Также значительная доля мордвы проживала в Бугурусланском округе, куда мордва переселялась в XVII—XVIII веках.
Русское население преобладало во всех округах края, слабее всего оно было представлено в Кузнецком — 51,1 % и Бугурусланском — 54,1 % округах. Второй по численностью народностью в обоих округах были мордва (29,8 % и 23 % соответственно), в Кузнецком округе также была велика доля татар (17 %), в Бугурусланском же третьей по численности нацией были чуваши (10,3 %). Наименьшее национальное разнообразие было в Мордовском округе, который на 95 % состоял из представителей двух народов: русских и мордвы. И хотя русское население в округе практически вдвое превышало мордовское он был преобразован в национальную как центр изучения и сосредоточения мордовской культуры.

### Демография
Распределение населения края по возрастам имело свои особенности, связанные с его историей.
| Пол     | 0-7 лет (%) | 8-13 | 14-16 | 17-18 | 19-23 | 24-34 | 35-49 | 50 лет и старше |
| ------- | ----------- | ---- | ----- | ----- | ----- | ----- | ----- | --------------- |
| Мужчины | 23,4        | 14,7 | 8,3   | 4,9   | 9,7   | 14    | 13,5  | 11,5            |
| Женщины | 20,7        | 13,2 | 8     | 4,9   | 10    | 15,3  | 14,4  | 13,5            |
| Всего   | 21,9        | 13,9 | 8,1   | 4,9   | 9,8   | 14,8  | 14    | 12,6            |

В сравнении с общероссийскими показателями наблюдались статистически заметные провалы в численности детей в возрасте 8-13 лет, связанные с понижением рождаемости в ходе Первой мировой и гражданской войны и значительное снижение численности детей в возрасте до 8 лет в Самарском, Ульяновском, Сызранском и Оренбургском округах — следствие голода в Поволжье в начале 1920-х.
Миграционный учёт на территории края практически не вёлся, поэтому данных о механическом приросте населения не имеется, но имеются достаточно подробные сведения о естественном приросте на 1927 год с разбивкой по округам:
|                 | Мордовский | Пензенский | Кузнецкий | Сызранский | Ульяновский | Самарский | Бугурусланский | Оренбургский | Всего |
| --------------- | ---------- | ---------- | --------- | ---------- | ----------- | --------- | -------------- | ------------ | ----- |
| Рождаемость (‰) | 46,4       | 40,5       | 48,4      | 45,9       | 46,9        | 53,5      | 52,8           | 50,9         | 48    |
| Смертность (‰)  | 27,2       | 25,4       | 24,0      | 22,0       | 24,5        | 24,6      | 27,1           | 23,3         | 24,3  |
| Прирост (‰)     | 21,3       | 20,1       | 24,4      | 23,9       | 22,4        | 28,9      | 25,7           | 27,6         | 23,7  |

Во всех округах наблюдалось снижение рождаемости по сравнению с уровнем 1910 года, однако если в правобережной части рождаемость снижалась и к 1923, и в дальнейшем к 1927 году, то в левобережных округах (в 1910 году занимавших лидирующие позиции в стране по рождаемости: Оренбургская губерния — 61,2, Самарская — 58,3) после резкого снижения рождаемости в результате голода в 1923 году наблюдалось восстановление показателей, хотя и не достигшее довоенных значений. Это объяснялось хозяйственной отсталостью и аграрным перенаселением правобережных округов, препятствовавших восстановительному процессу. Смертность в регионе во всех округах значительно снизилась по сравнению с 1910 годом, даже невзирая на резкий скачок показателя в голодные годы. Суммарно эти показатели давали значительный уровень прироста населения по сравнению с довоенным, в первую очередь за счёт сокращения смертности из-за изменения уровня жизни населения.
К 1931 году естественный прирост в сельской местности составлял 2,4 % в год, в городах — 1,7 %. При этом прирост городского населения составлял около 4,7 % в год, в основном за счёт переезда сельского населения в города с развивающейся промышленностью.
С 1925 по 1930 года край считался районом возможной колонизации, в первую очередь под переселение из малоземельных регионов страны предназначались слабозаселённые заволжские округа. Однако планы первой пятилетки предусматривали создание в Заволжье ряда крупных зерновых совхозов, под которые были отведены площади, ранее предполагавшиеся под переселение, в связи с чем край был исключён из районов колонизации. Также велась активная работа по расселению жителей перенаселённых приволжских округов. Только за период 1928—1930 годов в колонизационные районы СССР было переселено более 33 тысяч человек, ещё три тысячи было переселено в пределах региона, в Заволжье. Программа переселения полагалась временной, расчёт строился на интенсификацию сельского хозяйства, активное использование механизации, удобрений, что должно было позволить получать большие урожаи на прежних малых наделах земель и в Приволжье.

## Сельское хозяйство
До революции губернии, из территорий которых была составлена Средневолжская область, имели явно выраженный аграрный характер, 84 % всей производимой продукции приходилось на сельское хозяйство, промышленность была развита крайне слабо. Как следствие, Средневолжский край также изначально был преимущественно сельскохозяйственным. В 1927—1928 годах валовая продукция сельского хозяйства края по своей стоимости превышала продукцию промышленности в 3,3 раза, в то время как по СССР превышение составляло лишь 1,6 %. И хотя на следующий год в СССР уже наблюдалось превышение стоимости промышленной продукции над сельскохозяйственной на 4,3 %, то в крае всё оставалось по-прежнему, сельскохозяйственная продукция преобладала в 3,2 раза.
Правобережье характеризовалось ярко выраженным малоземельем, использованием системы трёхполья, недостатком пастбищ. Основными продуктами полеводства являлись рожь, овёс, конопля. Крупный рогатый скот развивался в молочном направлении, свиноводство было развито слабо. В Левобережье был достаточный земельный простор, широко использовалась залежная система полеводства, наличествовали большие выгоны для скота, но имели несколько худшие природные условия: недостаточная влажность и высокая вероятность засухи. Основным товаром являлись пшеница, ячмень, подсолнечник. Производство крупного рогатого скота ориентировалось на мясное направление, местами было хорошо развито свиноводство, присутствовало значительное овцеводство.
В целом регион специализировался на производстве зерновых, которые составляли 88-89 % всех посевов. Край лидировал среди регионов Поволжья по данному направлению, давая свыше 40 % от всего объёма товарного зерна. Общая посевная площадь в регионе составляла на лето 1929 года 7691 тыс. га, что составляло 22,8 % от всех посевных территорий Поволжья, по данному показателю Средневолжский край был крупнейшим регионом Поволжья. Также край являлся лидером по производству ржи (21,6 %) и конопли (около 40 %), а по производству пшеницы и подсолнуха уступал первенство лишь Нижневолжскому краю. В области животноводства позиции региона были несколько слабее, занимая второе место (21,5 %) среди регионов Поволжья по производству мяса и третье (17,8 %) по производству молочной продукции. Четвёртое место (11,5 %) регион занимал по выходу кожевенной продукции.
В ходе первой пятилетки площадь посевов в крае значительно выросла, достигнув к 1933 году 9475 тыс. га. Изменился состав посевов, постепенно росла доля технических культур и посевных трав, доля ржи сокращалась за счет увеличения доли более ценной озимой пшеницы, а овёс вытеснялся более засухоустойчивым ячменём. Однако по-прежнему сказывался недостаток площадей кормовых культур и их низкая урожайность, сдерживая рост животноводства. Росла специализация районов края: Правобережье ориентировалось на производство технических культур (конопля, лён, картофель), огородных и сочных кормовых культур, а также озимых зерновых. Левобережье специализировалось на производстве пшеницы, кукурузы, полевых кормовых, силосных и новых технических культур. Средняя урожайность зерновых в 1932 году составляла 5,1 центнера с гектара.
| Данные о коллективизации                                          | 1928  | 1929  | 1930   | 1931   | 1932   | 1933   | 1934    |
| ----------------------------------------------------------------- | ----- | ----- | ------ | ------ | ------ | ------ | ------- |
| Доля колхозных крестьянских хозяйств к общему количеству хозяйств | 2,5 % | 3,9 % | 19,7 % | 62,2 % | 78,2 % | 70,6 % | 74,7 %  |
| Коллективизировано посевной площади                               | 0,8 % | 2,7 % | 27,2 % | 70,7 % | 88,0 % | 91,6 % | 93,05 % |

С ростом посевной территории росла и механизация сельского хозяйства края. В 1931 году в крае действовало 115 МТС и 25 машинно-тракторных бригад, которые охватывали 36,5 % от общей площади ярового посева и 40 % от территорий колхозов, при этом нехватка запчастей и ГСМ приводили к простоям, доходившим до 30-35 % тракторного парка. В последующие года производилось массовое приобретение новых тракторов, так что в 1934 году большинство (57 %) тракторов было относительно новыми, приобретёнными в 1932—1333 годах. К 1934 году в крае имелось уже 198 МТС, основу парка которых составляли трактора с мощностью в 301—600 л.с(43,4 %), обрабатывавшие уже в 1933 году — 54 %, в 1934 — 70,3 % колхозных посевных площадей. В среднем в 1934 году на одну МТС приходилось 38 тракторов суммарной мощностью в 561 л. с. Росло и количество комбайнов, которых к началу второй пятилетки насчитывалось 1315 комбайна, сосредоточенных в основном в совхозах, и автомобилей (1345 в 1932 году), однако их число все ещё оставалось незначительным и планировалось в дальнейшем увеличить число комбайнов в 7 раз, а автомобилей в 10. 63,6 % энергетического баланса сельского хозяйства в 1932 году продолжало приходиться на лошадей, при этом рост площади посевов и сокращение поголовья привели к постоянному увеличению нагрузки на лошадей, и такое положение дел должно было продлиться как минимум ещё несколько лет
В перспективе в сельском хозяйстве края планировалось расширить площади наиболее ценных культур: яровая и озимая пшеница, бобовые, сахарная свекла, картофель и кормовые, и в целом предполагалось дальнейшее возрастание роли края в сельском хозяйстве Поволжья, в связи с тем, что вышележащие по Волге регионы стремились в первую очередь к развитию промышленности. Однако неустойчивый засухоопасный климат для успешного развития сельского хозяйства в крае требовал значительных вложений в выведение засухоустойчивых сортов сельскохозяйственных культур и обширную мелиорацию, затруднявшуюся из-за недостаточной энергообеспеченности региона. Рыболовство во всё времена существования края имело лишь местное значение.

## Промышленность
В Российской империи территории губерний, образовавших Средневолжский край считались сравнительно бедными полезными ископаемыми и не имели основных видов промышленного топлива — каменного угля и нефти. Как следствие промышленность в них была достаточно слабо развита, перед началом Первой Мировой войны по продукции промышленного производства на душу населения и проценту рабочих на 1000 человек Среднее Поволжье отставало от остальной страны более чем в два раза. Эти показатели к моменту создания края только ухудшились, в 1928—1929 году промышленность края отставала от промышленности СССР в 3-4 раза (5,4 рабочих на 1000 человек населения против 20,4 чел. в среднем по СССР), а если не учитывать мукомольную промышленность, связанную больше с торговлей, чем собственно с промышленностью, то и в 4-5 раз. Городское население и население рабочих посёлков составляло всего 12,2 % к населению края (18,2 % в среднем по СССР). Существовавшая промышленность ориентировалась в основном на переработку сельскохозяйственной продукции. Объёмы производства были невелики, заметно уступая большинству регионов Поволжья по этому показателю.

#### Фабрично-заводская промышленность
К 1928 году на территории края насчитывалось всего 446 действующих цензовых предприятия с числом занятых рабочих в 34 220 человек. Основными направлениями промышленности в регионе были мукомольное, бумажное, деревообрабатывающее, шерстяное, пищевкусовое и производство стройматериалов, которые в сумме составляли 86,2 % всей промышленности региона.
Основной отраслью производства являлась пищевкусовая промышленность, дававшая 48,6 % валовой продукции всей цензовой промышленности. 60 % пищевой промышленности приходилось на мукомольную, ещё 20 % на винокуренное и спиртоводочное производство. Суммарная доля всех отраслей, занимающихся переработкой сельскохозяйственного сырья, включая пищевую, достигала 72,2 %, что позволяло характеризовать промышленность регион как специализирующуюся на переработке сельско-хозяйственного сырья, что особенно проявлялось при сравнении этих показателей с общесоюзными: пищевая промышленность в общем объёме производства в СССР в то же время составляла 22,4 %, а вся промышленность, занятая переработкой сельско-хозяйственного сырья — 52,8 % (33,2 % без учёта хлопчато-бумажного производства).
Мукомольное производство Средне-Волжского края составляло в 1927—1928 годах 6,2 % от общего объёма отрасли в СССР. Также заметной была роль винокуренного, спиртоводочного и пивоваренного производства, составлявших примерно по 5,5 % от общего объёма отрасли по стране. Прочие отрасли пищевой промышленности были развиты достаточно слабо, с незначительными предприятиями и незначительными объёмами производства. Исключение составлял сахарный завод в Тимашево Бугурусланского округа, являвшийся одним из крупнейших в СССР. Вторая по объёму отрасль — текстильная, 93,5 % от которой приходилось на производство грубого сукна. Средне-Волжский край являлся главным поставщиков грубых шерстяных тканей в СССР и давал 8,5 % от общего объёма продукции всей цензовой шерстяной промышленности. Третьей из значительно развитых в регионе отраслей было деревообрабатывающее производство, состоявшее преимущественно из лесопильных заводов, кроме которых имелось два шпалопропиточных завода и две мебельные фабрики. Среднее Поволжье давало около 6,5 % объёмов всей лесопильной промышленности СССР и около 5,5 % от всей деревообрабатывающей промышленности. Остальные отрасли производства были представлены весьма незначительно и занимали ничтожные доли в общем объёме производства в СССР. Среди регионов Поволжья край, где тяжёлая промышленность составляла 18,6 % от общего объёма производства, занимал по этому показателю предпоследнее место, но играл важную роль в мукомольном и бумажном производстве Поволжья, давая 33,9 % и 19 % продукции соответственно.
Самыми индустриальными округами являлись Сызранский, Самарский и Ульяновский, наименее промышленными — Бугурусланский и Мордовский. Крупных предприятий с числом рабочих свыше тысячи человек насчитывалось всего 6: стеклозавод «Красный гигант» в Кузнецком округе, сахаро-рафинадный завод в Тимашево Бугурусланского округа, суконные фабрики «Красный октябрь» (Кузнецкий округ) и «Имени Ленина» (Сызранский округ), льнопрядильная фабрика в Мелекессе и писчебумажная фабрика «Маяк Революции» в Пензе. Местные потребности поглощали лишь небольшую долю от общего производства в регионе, большая часть шла в другие регионы страны. На экспорт шла продукция оренбургского горного треста — хромит и магнезит, а также спички, посуда, лузга.
Значительная отсталость цензовой промышленности привела к широкому распространению нецензовой промышленности и кустарного производства, достигавшего примерно таких же объёмов производства, как и вся цензовая промышленность, при этом предоставляя в 4-5 раз больше рабочих мест. Это во многом связывали с отсутствием в регионе мощной и дешёвой энергетической базы, поэтому значительные надежды на индустриализацию региона связывали с реализацией проекта Волгострой.
При разработке планов на первую пятилетку край был отнесён к исключительно сельскохозяйственным, отмечалось, что возможной индустриализации края препятствуют недостаток топлива и энергоснабжения, в связи с чем планировалось развитие предприятий в первую очередь лёгкой промышленности, а также производства строительных материалов, деревообработки, нефтеперегонки. В более отдалённой перспективе планировалась широкая разработка нефтяных, сланцевых, фосфоритовых месторождений и добыча металлов на крайнем востоке края. При этом удельный вес тяжёлой промышленности к 1932 году по планам должен был возрасти в 8,5 раз по сравнению с 1927 годом, достигнув 35 % в промышленности края.
Однако разведочные работы конца 1920-х годов установили, что край богат горючими полезными ископаемыми, металлическими рудами, нерудными полезными ископаемыми и горнохимическим сырьём, вследствие чего возможность индустриализации края стала очевидной, что подтвердил ЦК ВКП(б) в своём решении от 15 февраля 1931 года, где указывал на широкие перспективы индустриализации края «на основе энергетического и химического использования огромных запасов сланцев, использования многих видов минерального сырья, бурых железняков и фосфоритов» с учётом планов строительства Волгостроя.
Темпы индустриализации также не совпадали с плановыми. Уже в 1929 году удельный вес промышленности даже при недостаточных капиталовложениях составил 26,8 %, в 1931 году он возрос до 40 %, в первый же год пятилетки (1929) валовая продукция цензовой промышленности возросла на 11,5 %, а число занятых в ней выросло почти на 32 %. В 1933 году доля продукции промышленности в общей стоимости продукции, произведённой в крае, составила 51,9 %, то есть край стал индустриально-аграрным. Однако тяжёлая промышленность по объёму валовой промышленности и в 1934 году составляла лишь 19 % от всей валовой промышленности края, уступая даже кустарному производству и лёгкой промышленности (по 21 %), остальное приходилось на долю пищепрома. В сравнении с соседними регионами: Челябинская область, Башкирская АССР, Саратовский и Горьковский край, Воронежская область Средневолжский край по-прежнему выделялся как регион с исключительной слабостью тяжёлой промышленности и относительно сильной легкой промышленностью. Такое отставание объяснялось отсутствием мощных готовых энергетических ресурсов и существенным отставанием в плане разведки полезных ископаемых.
Средняя заработная плата в 1928 году — 584 рубля, в 1931 — выросла до 715. К началу 1931 года свыше 35 % всех рабочих края были переведены на 7-часовой рабочий день. К 1930 году была ликвидирована безработица, наблюдался значительный дефицит профессиональных промышленных кадров.
1932 год планировался как год перелома в превращении сельскохозяйственного края в индустриально-аграрный. Важнейшим приоритетом было улучшение энерговооруженности. Огромная роль отводилась Халиловскому металлургическому и металлообрабатывающему комбинату, строительство которого начиналось в 1932 году. Форсированными темпами велось строительство меде-никелевого комбината, предприятий по выработке строительных материалов, талька, расширению обогатительной хромистой фабрики. Начиналось строительство химических комбинатов на Общем Сырте и Кашпире.
С 1932 года нефтеобрабатывающая промышленность: постройка 23 крекинговых установок, нефтеперегонного завода, который начали строить в 1931 году, завода по выработке масла.
Всего в Орском промышленном районе строилось:
- Орская ТЭЦ (начало строительства 1933, ввод в эксплуатацию — 1935, мощность 50 тыс. Квт)
- Халиловский металлургический завод (1934—1941),
- Халиловский железный рудник (1932—1932).
- Блявинский комбинат (Орьмедь) (1934—1936).
- Никелевый комбинат (1934, ?)
- Локомотивостроительный завод (1932—1936).
- Нефтепровод Каспий-Орск (1932—1935).
- Нефтекомбинат (1931—1935).
- Мясокомбинат (1931—1935).

Самарский промышленный узел складывался как машиностроительный. Основным предприятием должен был стать Самарский автомобильный завод пятитонных грузовиков, строительство которого должно было начаться во второй пятилетке согласно решению XVII партсъезда. Планировался выпуск 20 тыс. двухосновых автомобилей, а также автобусы, шасси для машин спецназначения, 3 тысячи трехосных грузовиков запасные части к ним. В июне 1934 года площадкой под завод была выбрана Безымянка, где в районе Зубчаниновки планировался соцгород на 65-70 тысяч жителей.
Всего в Самарском промышленном узле строилось и планировалось к постройке:
- автозавод (1936—1941),
- СамГРЭС (1930—1936),
- Карбюраторный завод (1931—1936),
- Сажерез (1932—1934).
- Кинап II (реконструкция,, 1931—1937).
- Станкостроительный завод (1935—1336),
- Мясокомбинат (1932—1935)
- Комбикормовый завод (1931—1935),
- Завод подсолнечного масла (1935—1936).

Также уже действовали Ватозапчасть, старый станкостроительный завод, котельный завод и ЗИМ.
Сызранский промышленный узел ориентировался на предприятия химической промышленности: Кашпирский газохимический комбинат, газопровод: Сызрань-Чапаевск-Самара, Кашпирский сланцеперегонный завод и резиношинный комбинат.
Основные предприятия:
- Кашпирский сланцевый рудник № 1(1931—1934),
- Кашпирский сланцевый рудник № 2 (1935—1937),
- Кашпирский газохимический комбинат (1935—1938),
- Резиношинный комбинат (1936-?),
- Фабрика искусственной шерсти (935—1936),
- Шерстомойка (1935—1936),
- Плодоовощной комбинат (1931—1937).

Также оставался открытым вопрос о размещении огромного трикотажного комбината на 35 тысяч работников: Самара или Сызрань.
Ульяновский промышленный узел:
- завод сухих элементов (1935-?),
- завод фотоаппаратов (1935—1937),
- Карамельная фабрика (1936—1937),
- Швейная фабрика (1937—1938).

Промышленный узел Мордовии специализировался на промышленной переработке сельскохозяйственного сырья: Завод консервированного молока (1932—1934), птицекомбинат (1932—1935), плодоовощной комбинат (1936—1936), пеньковый комбинат (1934—1935), котонинная фабрика (1933—1934), завод автотракторного оборудования (1935—1937).
В Кузнецке уже работали на 1934 год кожзавод, овчинно-шубный завод, шубно-швейная фабрика. Во второй пятилетке планировалось развивать данное направление: обувная фабрика (1934—1935), завод жестких полуфабрикатов (1935—1937), завод мостовьевый (1936—1937), канифольно-экстракторный завод (1935—1937).
Общий объём капиталовложений во второй пятилетке почти втрое превышал вложения в первой пятилетке. Если в первой во всю промышленность было вложено 23 % от общей суммы капитализации, то во вторую все изменилось: 57 % всех капиталовложений шли в промышленность. При это в абсолютных цифрах вложения в сельское хозяйство не только не сократились, но выросли на 52 %.
Валовая продукция края:
- 1928 год: Промышленность: 20 %, с/х: 80 %. Всего 1002 млн руб.
- 1932 год: промышленность: 56 %, с/х: 44 %. Всего 1234 млн руб.
- 1937 год(план): промышленность — 67 %, с/х: 33 %. Всего 3566 млн руб.

### Горно-добывающая промышленность
Мощность запасов руды, сравнительная лёгкость добычи (открытые разработки), высокое качество руды, сравнительная близость топливной базы (местный уголь или топливо из Караганды) делали Орско-Халиловский район центром добычи железа всесоюзного масштаба, выдвигая район на второе место после разработок под Керчью. При механизации работ и переходе на мощные экскаваторы с отгрузкой в вагоны руда Орско-Халиловского района была бы самой дешёвой в мире.
С 1934 года должен был начать работу Халиловский металлургический завод, по мощности примерно равный знаменитому Магнитогорскому, а по качеству продукции превосходить его. Энергетика предприятия строилась на привозном, Карагандиноском угле. Рядом с ним строился локомотивостроительный завод. Также на халиловском металле должны были работать Самарский завод тяжелых грузовиков, Самарский станкостроительный завод, завод автотракторного оборудования, завод дизельной арматуры и карбюраторов и другие.
Для разработки сульфидных руд Блявинского месторождения строился медехимический комбинат, состоящий из медеплавильного завода, сернокислотного цеха, тукового комбината (начало строительства 1934 год).
Для разработки месторождений никеля проектировался никелевый комбинат, строительство которого должно было начаться в конце второй пятилетки. В орске, у окончания нефтепровода Каспий-Орск строился нефтекомбинат.
Для переработки магнезитf в 1928 годы был построен специальный завод, но значительная потребность в его продукции вынудила уже в 1930 году увеличивать его мощность практически вдвое. Завод выпускал каустический порошок, предназначенный для строительства. Предполагалась также возможность получения магния, используемого в металлургии, в первую очередь в авиационной.-->
Внутренний рынок требовал поставок руды хромистого железняка в крупных кусках, так как она использовалась для внутренней кладки металлургических печей. Европейский же рынок требовал высокого содержания Cr2O3 независимо от формы руды, принимая даже пыль, если она высокопроцентная. Это позволяло эффективно использовать результаты разработок высокопроцентных руд, в первую очередь Халиловского месторождения, однако разработка руд со средним содержанием железняка уже требовала значительных вложений на хранение низкопроцентной пыли, либо на её обогащение.
В Батраках и Печерском разрабатывались известняки с запасом в 3 млн тонн и содержанием битума до 15 %. Велись разработки бахиловского битуминозного песчаника с содержанием битума до 20 %. Также были известны битуминозные песчаники в Байтугановском и Сергиевском районах и на реке Шешме (7-22 % битума). Битуминозные известняки найдены были у села Алексеевка
Также во второй пятилетке строились: две очереди СамГРЭС, Кашмирская ТЭЦ — 72 тыс. квт, Орская ТЭЦ — 1500 квт, Халиловская ТЭЦ — 125 тыс. квт, Ульяновская ТЭЦ — 12 тыс. квт. Ульяновская должна была работать на чердаклинском торфе, Самарская — на сланцах и газе, Орского узла: на домбаровских, полтаво-брединских тепловых отходах.

### Кустарные промыслы и ремесла
Кустарная промышленность в региона была весьма развита, выпуская продукцию, которая либо совсем не выпускалась промышленностью (например пуховые платки), либо выпускалась в недостаточном количестве (валенки, веревки, сети, одежда, обувь).
Особенностью кустарного производства было использование исключительно физической силы, без применения механизации.
Продолжала присутствовать разница между кустарями и ремесленниками. Если первые перерабатывали преимущественно своё сырье и работали на определённого скупщика, продолжая также занятия сельским хозяйством, то вторые использовали преимущественно сырье заказчика, всё свое время занимаясь этим производством. Но граница постепенно стиралась.
Продукция кустарной промышленности в значительной мере дополняло продукцию государственной, имея монопольное значение в отдельных видах (производство рогож, кулей, пухового вязания). Часть продукции находила сбыт за рубежом.
Важную роль играло кустарное производство в предоставлении рабочих мест, число кустарей в шесть раз превышало число рабочих цензовый промышленности. Валовая продукция кустарного производства составляла 86,6 % от продукции цензовой промышленности. В малоземельных округах края кустарные промыслы зачастую служили основным средством к существованию, поглощая избыточные рабочие руки.
Основными видами промыслов были:
- текстильно-трикотажное производство (37,1 % по числу занятых, 28,9 % по продукции), особенно пуховязальный промысел, выдававший в том числе продукт на экспорт[112], в первую очередь оренбургские пуховые платки[113].
- деревообделочный промысел (17,5 % занятых, 4,% по суммам) монопольно снабжал крестьянский рынок края щепным товаром[112]. Рогожа, в производстве которой было занято половина всех деревообделочников, шла в том числе на экспорт, составляя значительную часть от общего объёма экспорта рогожи в стране[114].
- обувной (12,3 % занятых, 9 % по валовой продукции)[114]
- металлообрабатывающий промысел (7,4 % занятых, 8,1 % валовой продукции)[114]
- пищевкусовая промышленность (14,6 % занятых, 46,1 % валовой продукции)[114].

Активно развивалось производство строительных материалов, в первую очередь основанное на ископаемом сырье (кирпич, алебастр, известь, мел, черепица, бутовый камень).
Подобно местной цензовой промышленность кустарное производство также ориентировалось на сельскохозяйственную специализацию края, 83,1 % всего кустарного производства приходилось на промыслы сельских местностей. Наибольшее число кустарей приходилось на Оренбургский, Пензенский, Ульяновский, Кузнецкий округа и Мордовскую область, в сумме составлявшие 73,5 % всех кустарей. В городских населённых пунктах на 1000 человек приходилось в среднем 35,6 человек, занятых в кустарной промышленности, в сельской местности — 24,5 человек
Главная причина развитости кустарного производства — малообеспеченность крестьянских хозяйств земельными наделами в ряде округов.
В 1929/30 годах в кустарной промышленности было занято 236843 человека против 179 тысяч в 1926/1927 годах. Валовая продукция составила 41 % стоимости от всей продукции края (без укомолен и маслоделен). Кооперацией было охвачено около 35 % всех кустарей.

## Энергетика
Во время существования края энергетика играла определяющую роль в деле развития производственных сил. В крае использовалась энергия из трёх источников: сжигание горючих материалов, гидроресурсы, ветровая энергия.
Оценки возможностей развития краевой энергетики постоянно менялись вместе с ростом промышленности региона и степени изученности природных ресурсов края.

### Энергопроизводство
Ещё в 1929—1930-х годах важнейшую роль играло древесное топливо, которым покрывалось до 82 % всей потребности топлива в регионе. Лесистость в регионе была весьма неравномерной, снижаясь до 3,3 % в Оренбургском округе, но в западных округах она составляла 12,7-18,5 %. Прогнозы предполагали, что древесного топлива хватит на обеспечение края энергией на всём протяжении первой пятилетки, даже с учётом вывоза дров за пределы края.
Энерговооруженность края была чрезвычайно слабой, выработка энергии на одного жителя края в 1928 году была ниже общесоюзной в 9 раз.
Основные перспективы роста энергопроизводства связывались со сжиганием торфа. Однако исследование торфяников при достаточных объёмах древесного топлива практически не проводились, торфяные угодья и к 1930 году были учтены далеко не полностью. Предположительные оценки запасов торфа показывали, что промышленность использовала его в объёме лишь 0,9 % в 1928—1929 с перспективой роста до 3,8 % в 1932—1933 годах. Торфяники также весьма неравномерно распределялись по округам региона, 95,44 % запасов торфа находилось в Приволжских округах. Требовалась большая работа по дальнейшей оценке запасов торфа и установлении практической возможности его использования.
В качестве перспективных источников топлива для нужд энергетики также рассматривалась иные возобновляемые: солома, кизяк, лузга и невозобновляемые ресурсы: сланцы. Уже к 1932 году горючие сланцы рассматривались как наиболее перспективный вид топлива, ведь на территории края находилось крупнейшее из известных на тот момент в СССР месторождений, которое практически не использовалось, а также ряд иных крупных месторождений меньшего объёма.
С помощью турбин и водяных колёс к 1930 году в регионе использовалось примерно 25 % от расчётной мощности всех рек (за исключением Волги) в 120—190 тысяч л.с. Для изучения вопроса о использовании энергии течения Волги в регионе был создан особый комитет Волгострой. Исследования Волгостроя уже в 1932 году поставили гидроэнергетику на второе место по энергетическому потенциалу с прогнозом мощности ГЭС в районе Самарской Луки в 1,2 МВт.
Точных сведений об использовании энергии ветра не известно, но на основании данных учёта по отдельным округам число ветровых двигателей в крае в 1930 году оценивалось в 7400.
На 1934 год почти все электростанции и тепловые установки края работали на жидком топливе и дровах. Первое было привозным, и следовательно, дорогим, вторые же обладали серьёзными техническими, транспортными и энергетическими ограничениями. Торфопромышленность в крае всё ещё находилась на зачаточном уровне. Недавние планы использовать солому, лузгу, кизяк высмеивались как не имеющие никакого серьёзного значения для разрешения энергетических проблем края. Ветровая энергетика продолжала существовать, но она была пригодна лишь для небольших хозяйств и никак не подходила для питания крупных промышленных установок. Всего в крае было электроустановок с общей мощностью в 47 тыс. квт.
Основные перспективы развития энергетики связывали со строительством крупной ГЭС у Самарской Луки, расчетная мощность которой виделась в 1680 тыс. квт с годовым производством свыше 9 млрд квт·ч. Однако масштаб работ был таким, что превышал возможности двух ближайших пятилеток, по оценке Кржижановского. В то же время энергия требовалась краю значительно быстрее.
В решении XVII съезда ВКП(б) предполагалось развернуть «широкое промышленное строительство в таких прежде в промышленном отношении отсталых регионах, как Средняя Волга… и др. на основе развития в них крупной промышленности». Для решения энергетического вопроса продолжали надеяться на сланцы, по запасам которых край находился на первом месте в СССР.
По плану второй пятилетке на Кашпирском месторождении должны были вступить в строй два рудника мощностью в миллион тонн сланца каждый. Кашпирский газохимический комбинат (он же Сызранский сланцеперерабатывающий завод) должен был перерабатывать сланцы в газ, Общесыртовский — в жидкое топливо.
Ежегодный прирост древесины по краю оценивался в 7 млн.кубометров. В конце 1920-х это считалось достаточным, чтобы обеспечить край дровяным топливом.
В ходе первой пятилетки несколько продвинулась электрификация с/х, достигнув мощности установок в 4000 квт. Планы на вторую пятилетку составляли 32 000 квт.

### Энергопотребление
78 % потребляемой в регионе энергии приходилось на нужды населения и различные учреждения, промышленность потребляла лишь 13,9 % с перспективой роста до 17,6 % в 1932—1933 годах.
82,4 % всей энергии в крае обеспечивалось за счёт сжигания дров, 8,6 % — путем сжигания различных суррогатов (лузга, кизяк и прочее), нефтепродуктов (6,3 %), каменного угля (2,6 %). Доля торфа составляла лишь 0,4 %. К концу первой пятилетки планировался рост доли торфа и угля и снижение потребления остальных видов топлива.

В целом считалось, что при рациональном использовании региону хватит собственных запасов топлива на всем протяжении первой пятилетки, даже без учёта привозных угля и нефти.
Инфраструктура в области энергетики была развита весьма слабо. Электрифицированы были лишь города, причём далеко не все, собственной электростанции не имелось даже в Пензе, где использовалась избыточная мощность заводской энергоустановки. На все сельские населенные пункты приходилось не более десяти специально построенных и оборудованных электростанции, использовавшиеся преимущественно для освещения. Линий электропередач практически не имелось. Суммарная выработка электроэнергии в перерасчёте на одного человека была весьма незначительной даже в краевом центре: около 30 кВт⋅ч на человека, в Ульяновске и Оренбурге ещё ниже: 16-26 кВт⋅ч на человека, фактическое потребление населением ещё ниже, так как промышленность тоже использовала производимую электроэнергию. В тот же период в западной Европе потребление энергии населением составляло от 140 до 430 кВт⋅ч.
К концу первой пятилетки планировался рост установленной мощность электростанций в крае в 3,85 раза, а фактическая выработка в 3,3 раза для чего планировалось расширение существующих электростанций, строительство новых, Также предполагалось расширение функционала электростанций при модернизации с целью превращения их в ТЭЦ. Плана сельской электрификации на первую пятилетку не имелось.

## Торговля и сфера услуг
Основными адресатами грузов являлись ЦПО (28,5 %), Узбекская ССР (12,6 %), Казахская ССР (10,8 %), Украинская ССР (10,2 %). Поставщиками грузов являлись Украинская ССР (25,8 %), Казахская ССР (13,3 %), Сибирский край (10,4 %), Башкирская АССР (10,3 %).
Преимущественно зерно вывозилось в Узбекскую, Туркменскую ССР, Центрально-промышленную область и Северо-Западный край и Ленинградскую область.
Основными адресатом леса и дров была Украинская ССР (34,8 % от общего объёма).

## Бюджет
В конце 1920-х годов по бюджетным расходам на душу населения край занимал одно из последних мест в РСФСР. Причем разрыв от среднего уровня по республике постепенно возрастал (с 2 руб. 85 коп. в 1927—1928 годах до 3 р. 34 коп. в 1928—1929 годах. Это было связано с исключительной общехозяйственной и культурной отсталостью края.
В общей массе бюджетов РСФСР бюджет Средневолжского края составлял 4,3 % в 1927—1928 годах. При создании плана на первую пятилетку предусматривалось повышение доли края до 4,7 % в 1932—1933 годах. Валовая продукция промышленности по краю в 1928—1929 годах на одного жителя составляла 26 рублей 30 копеек против 91 раб. 30 коп. в среднем по РСФСР, то есть в 3,5 раза меньше.
Только в ходе первой пятилетки в промышленность края было сделано столько капиталовложений, сколько втрое превышало реальную стоимость всей промышленности по границам региона на 1925 год
В 1931 году расходы бюджета на человека составляли уже 18 р. 18 коп, против 15 руб. 12 коп. в 1930 году.

## Транспорт

### Водный транспорт
Волга, не имевшая на территории края никаких затруднительных для судоходства перекатов, являлась основной транспортной артерией края, пригодной для всех видов ручного судоходства и сплава. Крупнейшими пристанями в регионе являлись: Ульяновск, Самара, Сызрань, менее значительными были Ундоры, Шиловка, Сенгилей, Хрящёвка, Ставрополь, Екатериновка.
Волга же была и единственной постоянно судоходной рекой в пределах края. В период весеннего половодья было также возможно судоходство по Соку, Самаре и Большому Иргизу. Ранее судоходными были Сура и Мокша, но ко времени существования края они считались лишь сплавными. Урал в пределах края изначально был несудоходным, суда доходили лишь до Уральска, однако с помощью донноуглубительных работ с 1932 года суда стали регулярно ходить до Оренбурга. Планировалось в дальнейшем довести судоходство до Орска.
Однако и в 1931 году существовали серьёзные инфраструктурные проблемы: слабо оборудованные причальные линии, отсутствие механизации погрузочно-разгрузочных работ, необорованные затоны. Только к 1930 году грузооборот превысил довоенные показатели — 2,85 млн тонн.

### Железнодорожный транспорт
Первая железная дорога на территории края появилась ещё в 1874 году. Общая протяженность железных дорог к 1930 (и к 1932) году составляла 3307 км, причём большая часть приходилась на крупные транзитные маршруты, соединявшие европейскую часть СССР с районами Урала, Сибири и Средней Азии. По комплексному показателю обслуженности населения железными дорогами Средневолжский край занимал третье место в стране, после Туркменской и Белорусской ССР, значительно превышая средний показатель для РСФСР.
В общей массе грузов, проходивших через железные дороги края транзитные составляли 38,1 %. В структуре вывоза грузов первое место составляли хлебные, занимая 20-33 % в зависимости от урожая в конкретном году.
Второе место по товарообороту занимали лесные материалы и дрова, частично вывозившиеся из лесных правобережных округов, частично из перевалочных пунктов, в результате перегруза сплавного леса на железную дорогу.
Значительный объём в структуре грузов железной дороги занимала нефть и нефтепродукты, что обуславливалось наличием пунктов перевалки бакинской и чеченской нефти, приходившей в край по Волге на железную дорогу в Самаре, Ульяновске и Батраках.
Общая обеспеченность железными дорогами составляла 13,5 км на 1000 кв. км.
Густота железнодорожной сети составляла 4,76 км на 10 тысяч жителей.
Грузооборот за 1929/1930 год составил 7,3 млн тонн отправленных грузов и 5,4 млн тонн прибывших.

### Автомобильные дороги
Низкая обеспеченность железнодорожными путями придавала большое значение безрельсовому транспорту. Однако ситуация с дорогами на территории края была крайне тяжелая, основу транспортной сети составляли грунтовые дороги безо всякого каменного покрытия, зачастую труднопроходимые в отдельные сезоны. Ряд дорог не вовсе обеспечивал возможность полной нагрузки повозок даже в благоприятную погоду из-за большой колейности и крутизны подъёмов.
Общая протяжённость дорог края примерно оценивалась 72 613 км, из них на дороги государственного значения приходилось 548 км, республиканского — 1219 км, краевого — 1367, окружного — 4436 км, районного и сельского — 64 043 км. Каменное покрытие на всех минимально: в среднем 140 метров на км на дорогах государственного значения, 110 м на км — республиканского, 70 м на км — краевого, 50 м на км — окружного, 2 м на км — для сельских и районных дорог. Даже на тех участках, где покрытие имелось, оно представляло собой простейшую булыжную мостовую безо всякой притёски камней, весьма тяжёлую как для гужевого, так и автомобильного транспорта. Лишь 10 % составляли шоссейные дороги, ещё 7 % было покрыто гравием.
В 1932 — союзного значения 548 км (101,5 км покрыто), 949 км республиканского (92,1 км покрыто), 2861,5 — краевого (385,1), 64242 км — сельского (85,3 км). Всего 72 600 км, покрыто 655 км (0,9 %).
Их состояние при этом было весьма плачевным, не более 17 % находилось в удовлетворительном состоянии, то есть требовало только текущего ремонта, прочие же требовали капитального ремонта или полного переустройства. К 1932 году капитального ремонта требовали уже 88 % покрытых дорог.
Мостов имелось также весьма незначительное количество со средней обеспеченностью 1,73 погонных метра на км, при показателе для РСФСР в 3,3 погонных метра. Только 14 % мостов требовало текущего ремонта, прочие же капитального или полной перестройки

## Связь
Даже почтово-телеграфная отрасль имела серьёзную зависимость от сельскохозяйственной экономики края. Доходы в отрасли заметное снижались при неурожаях, и росли при хорошем урожае, что неудивительно так как сельский почтовый обмен в крае составлял 28,8 % при среднем для СССР в 15,4 %.
В крае на 1930 год имелось 383 почтовых отделения и 5012 почтовых ящика. 94,8 % населения края было охвачено услугами почты, при показателе в 88 % для СССР в среднем.
Телефонно-телеграфная связь была на уровне чуть ниже среднего по стране, на 1 предприятие с электросвязью приходилось 25725 человек населения. К концу 1930 года только один райисполком не имел телефонной связи, однако среди сельсоветов картина была иной, телефонизировано было лишь 6,7 %.
Телефонную связь с Москвой имели Самара, Кузнецк, Сызрань и Пенза. Со вводом телефонной магистрали Москва-Самара-Оренбург в 1930-м году связь со столицей появилась и в Оренбурге. К концу пятилетки планировалось подключение Ульяновска и Бугуруслана.
Местные телефонные сети имелась лишь в двадцати населённых пунктах края, причем техническое состояние было крайне неудовлетворительным с материальным износом в 50 % и моральным в 60 %. Общая емкость коммутаторов составляла 5554 номера, имелось 4343 абонента (1930). На 1000 жителей приходилось всего 0,06 абонента, что в десять раз ниже чем в целом для СССР. Преимущественно с использованием телефонисток, но с началом первой пятилетки началась активная работа по переводу на АТС.
Радиосвязь в крае обеспечивали 3 широковещательных станции (Самара, Оренбург, Пенза), 13 трансляционных узлов. Приём обеспечивался 2500 ламповыми приемниками, 5300 детекторными приемниками, 3000 радиоточками на проволоке.

## Социальная сфера

### Коммунальное хозяйство
Обеспеченность населения городов жилой площадью была невысокой — 5,03 км.метра при среднем по РСФСР в 6 км метров. В Чапаевске показатель снижался до 3 км метров. Темпы строительства нового жилья не успевали за темпами прироста населения, только на 1928 год в Самаре норма жилой площади снизилась с 4,57 км метра до 4,37 м².
На 1930 год новое жилищное строительство было преимущественно деревянным и мелким, лишь 5 % приходилось на каменные многоквартирные дома, что однако давало около 30 % от всей вводимой площади.
Также отставало от общегосударственного уровня и обеспечение прочими коммунальными услугами. На тысячу человек населения приходилось лишь 13,4 киловатт установленной мощности электростанций против 15 в РСФСР. В Темникове и Чапаевске вовсе не было электростанций, в девяти городах отсутствовал водопровод, в пяти — бани.
Материальный износ коммунальных предприятий в 1930 году составлял 25 %.
Водопровод имелся лишь в 9 городах из 20, средний уровень подключения домохозяйств к водопроводной сети составлял лишь 9 %, максимальный показатель был в Ульяновске, где 15 % домовладений пользовались централизованным водоснабжением. В среднем расход воды на жителя составлял 9,5 м³ в год, однако в этой цифре не было учтено потребление воды предприятиями.
Из двадцати городов края канализация была лишь в трёх: Самаре, Оренбурге и Ульяновске, причем число подключённых к системе абонентов было весьма незначительным, по Самаре лишь 5 % домохозяйств имело подключение к канализации.
Ассенизационные обозы имелись в Пензе, Ульяновске, Сызрани, Самаре, Бузулуке и Мелекессе.
Коммунальные бани имелись во всех городах, кроме Саранска, Ардатова и Краснослободска. На одного жителя приходилось 7,2 посещения в год
Трамвай имелся только в Самаре, где на 1 октября 1928 года имелось 45 километров путей, в том числе 33 километра двухколейных, 10 километров одноколейных и 2 парковых. Подвижной состав состоял из 67 моторных вагонов, 18 пассажирских прицепа, 6 грузовых, 2 снегоочистителя. За 1927—1928 года на одного жителя города приходилось 138,7 поездок, однако из-за заниженного тарифа и большого числа обслуживающего персонала трамвайного парка трамвай был убыточным (71,1 рубль дохода на 74,8 рублей расхода в сутки).
Автобусное движение было налажено в Оренбурге, Пензе и Ульяновске. Всего имелось 22 автобуса, что давало по итогам 1927—1928 годов лишь 11,6 поездок на одного жителя в год. Перевозки также были убыточными, вероятно из-за недостаточного числа автобусов и того обстоятельства, что большинство подвижного состава было собственно не автобусами, а переделанными автомобилями с пониженной вместимостью.
И без того низкое благоустройство городов крае зачастую снижалось практически до ноля. Так в Беднодемьянске лишь 1 % улиц и площадей мыл замощён, в Бугуруслане лишь 1 % территории был занят зелеными насаждениями. Те же города, где благоустройство было выше испытывали проблему с его поддержанием, средний износ мостовых и тротуаров составлял 60-70 %.
В среднем по краю зеленые насаждений в городах составляли лишь 3 % общей площади при существовавших санитарных правилах с минимумом в 10 %. Общая поверхность мостовых составляла около 20 % всей площади улиц, проездов и площадей городов края. Большинство мостовых каменные, асфальтовые составляли лишь 2 % даже в Самаре. Общий износ мостовых превышал 50 %.
Уличное освещение также значительно отставало от общероссийских норм. В 1927—1928 годах в крае было лишь 1077 фонарей, что давало показатель 1,2 фонаря на километр улиц при среднем по РСФСР за период 1926—1927 года — 2 фонаря. В отдельных городах ситуация была ещё хуже: Оренбург — 0,8 фонаря на км, Пенза — 0,7, Сызрань — 0,4.
Сельская местность на всей территории края практически не имела никакого благоустройства. Из всех возможных коммунальных предприятий имелась лишь одна небольшая электростанция в Белинской и водопровод длиной в 1,3 км в Корсуни.
Пожарная охрана в крае находилась в крайне плачевном состоянии, с обеспеченностью инвентарем примерно в 40 %, причем то, что имелось было значительно изношено, постоянным снижением финансирования, в результате край занимал одно из первых мест по горимости в РСФСР, за 1927—1928 года в крае было 8869 пожаров, в которых полностью сгорело 160836 постройки, что приносило огромные убытки.
В целом коммунальное хозяйство края было крайне в плохом состоянии. Сельское население было лишено всех элементов благоустройства, имело крайне слабую пожарную охрану. Города имели полуразрушенные мостовые, имели значительный дефицит зеленых насаждений, были практически не канализированы, с недостаточным количеством бань, не обеспечены водопроводами, слабым уличным освещением и недостаточной мощностью электростанций. Все это сопровождалось острым жилищным кризисом в условиях значительной изношенности имеющегося жилого фонда.
С 1928 по 1931 год было построено 873 тыс. м² жилья, 5 электростанций мощностью 510 квт, 6 бань и т. д. Но рост жилой площади отставал от роста населения городов. Серьёзные затруднения были в Самаре, Чапаевске, Рузаевке, Пензе, Абдулино, особенно плохо дело обстояло на новостройках: Халилово, Общий Сырт, Кашпир. К 1932 году планировалось довести норму обеспеченности до 5,1 кв. метра на человека. Также плаинровалось построить электростанции в Абдулино (2 Мвт), Бугуруслане (3 Мвт), 8 новых водопроводов (Абдулино, Кинель, Орск, Халилово, Соль-Илецк, Батраки, Рузаевка), 26 новых бань.

### Образование
По данным за 1926—1927 года средняя грамотность в РСФСР составляла 44,1 %, в Средне-Волжском крае показатель был лишь 36,4 %, что ставило край на одно из последних мест по этому показателю в РСФСР. Ещё хуже было с грамотностью среди национальных меньшинств: грамотность среди мордвы составляла 22,7 %, чуваш — 32,4. При этом грамотность женщин был ещё ниже: среди мордвы — 8,4 %, чуваш — 17,3 %. В Самарском округе показатели грамотности были наивысшими — 43,4 %, минимальными были в национальных Бугурусланском округе (27,4 %) и Мордовской области (27,3 %).
Охват детей школьного возраста 8-11 лет составлял лишь 72,7 %, при среднем по РСФСР 86,3 %. Аналогично наблюдалась отсталость края и в обеспеченности школами других возрастов.
Нагрузка на школьного работника в крае составляла 44 человека, при средней по РСФСР в 40 человек.
Обеспеченность населения профобразованием была вдвое меньше средней по РСФСР. Крайне велико было отставание края по числу студентов вузов: 0,07 человека на тысячу населения при среднем по РСФСР в 1,32.
Существенно отставали показатели края по обеспечению населения избами-читальнями (8500 человек на одну избу против 5555 человек в среднем по РСФСР), библиотеками (7645 человека против 6240), книжным фондом (6,2 человека на одну книгу против 5).
С начала 1930—1931 учебного года было введено обязательное всеобщее начальное обучение для детей возраста 8-11 лет.
В 1931 году была ликвидирована неграмотность среди взрослого населения. Охват детей дошкольного возраста дошкольными учреждениями вырос с 0,53 % в 1927/28 году до 46,2 % в 1931. Охват детей школьного возраста вырос с 54,6 % до 99,3 %. Число жителей края на одну избу читальню сократилось до 5100. Учащихся учреждений профобразования на 1000 жителей выросло с 2,93 до 6,5, учащихся вызов с 0,07 до 0,67. Расходы местного бюджета на народное образование выросло с 2 р. 67 на человека до 7 р 71 в 1931 году. Однако 92,6 % задний образовательных учреждений были деревянными, 44 % из них были построены ещё до 1905 года.
Расходы на народное образование составляли основное место в расходах местного бюджета в 1931 году — 43,7 %.
Положение с квалифицированными кадрами было крайне тяжелым. На 100 человек рабочих приходилось 0,3 инженера и 1,2 техника, в то время как в среднем по СССР показатели равнялись 0,98 и 2,26 человека соответственно. Аналогичный дефицит специалистов был и в сельском хозяйстве Всего в 1931 году основные отрасли народного хозяйства края испытывали дефицит в 4,5 тыс. специалистов с высшим образованием и 11,2 тыс. с среднеспециальным.

### Здравоохранение
Обеспеченность населения края медицинской помощью заметно отставала от таковой в среднем по РСФСР, также характерен был значительный разрыв в уровне обеспеченности основными видами медицинской помощи для городского и сельского населения края.
В 1929—1930 годах на 1 больничную койку приходилось в 1929—1930 годах 845 человек населения (549 — в среднем по РСФСР), 18756 человек на 1 врачебный участок (17190), 4715 человек на одного врача (2666).
На 1000 человек приходилось 4,6 больничных койки в городах (5,9 в среднем по РСФСР), 0,23 — в сельской местности (0,56 для РСФСР). К 1931 году 4,6 больничных койки на 1000 в городах (6,45 в РСФСР) и 0,45 в сельской местности (0,64 в РСФСР). Число больничных коек в 1931 году: 9928 (1929 — 7590), из них в городах 5336 (498) и 4592 (2992) в сёлах.
Край характеризовался как высоко эпидемичный, что связывалось с низким уровнем коммунального благоустройства, соседство с неблагополучными национальными республиками, периодические неурожаи и количественной слабостью лечебно-профилактической сети.
Имелось два туберкулёзных санатория для взрослых и один детский. На территории края действовало три курорта государственного значения: Сергиевские минеральные воды и кумысолечебницы «Красная поляна» и «Степной Маяк». Общая пропускная способность местных санаториев оценивалась в 1900 койко-месяцев для взрослых и 1200 койко-месяцев для детей.
В 1931 году расходы на здравоохранение занимали вторую строчку в местном бюджете — 11 %.

## Комментарии
1. ↑  Здесь и далее при отсутствии особых примечаний описывается территория края до 7 декабря 1934 года, когда Оренбургская область была выделена в отдельный субъект РСФСР
2. ↑  Здесь и далее для удобства ориентирования указываются округа края, упразднённые ещё в 1930 году
3. ↑  По более раннему источнику - 49,7 чел на 1 км² в 1929 году[59]
4. ↑  По существовавшему делению к Поволжью относились Московская область, Ивановская область, Нижегородский край, Татарская АССР, Башкирская АССР, Средне-Волжский край, Нижне-Волжский край
5. ↑  По критериям того времени к цензовой промышленности относились предприятия с численностью штатного состава не менее 30 человек при отсутствии двигателя и 15 с наличием двигателя